# Simona Halepová
Simona Halepová (nepřechýleně: Halep, * 27. září 1991 Constanța) je bývalá rumunská tenistka, která se na profesionálních okruzích pohybovala v letech 2006–2025. Ve dvouhře grandslamu zvítězila na French Open 2018 a ve Wimbledonu 2019. V letech 2017–2019 byla světovou jedničkou ve dvouhře jako první Rumunka a dvacátá pátá od zavedení klasifikace v roce 1975. Ve dvou obdobích na čele strávila 64 týdnů. Sezóny 2017 a 2018 završila jako konečná světová jednička. 
V roce 2006 vstoupila na okruh ITF. Získala na něm šest titulů ve dvouhře a čtyři ve čtyřhře. Mezi červnem a listopadem 2013 pak na okruhu WTA Tour vyhrála šest trofejí v Norimberku, Hertogenboschi, Budapešti, New Havenu, Moskvě a na sofijském Turnaji šampionek. Minimálně prvních šest titulů v jediném roce vybojovala naposledy před ní Steffi Grafová v sezóně 1986. Na okruhu WTA Tour Halepová celkově vyhrála dvacet čtyři turnajů ve dvouhře a jeden ve čtyřhře. Na žebříčku WTA byla ve dvouhře nejvýše klasifikována v říjnu 2017 na 1. místě a ve čtyřhře v květnu téhož roku na 71. místě. Mezi lednem 2014 a červencem 2021 figurovala v první světové desítce 373 týdnů bez přerušení, což ji na konci kariéry řadilo do první desítky hodnocení.
V juniorském tenise zvítězila ve dvouhře French Open 2008, když ve finále porazila krajanku Elenu Bogdanovou. Mezi ženami si první grandslamové finále zahrála na French Open 2014, v němž nestačila na Marii Šarapovovou. Z finále Turnaje mistryň 2014 odešla poražena od Sereny Williamsové. V boji o titul na French Open 2017 nestačila na Lotyšku Jeļenu Ostapenkovou a v závěru Australian Open 2018 podlehla Caroline Wozniacké. V roce 2013 ji Ženská tenisová asociace vyhlásila tenistkou s největším zlepšením a v sezóně 2018 se pak stala hráčkou roku.
V rumunském týmu Billie Jean King Cupu debutovala v roce 2010 v lisabonské 1. skupině, když se družstvo snažilo probojovat do baráže druhé světové skupiny. Během debutové účasti vyhrála tři dvouhry, přesto Rumunky do baráže neprošly. V soutěži nastoupila k devatenácti mezistátním utkáním s bilancí 20–5 ve dvouhře a 2–5 ve čtyřhře.
V říjnu 2022 byla dočasně suspendována po pozitivním testu na zakázanou látku roxadustat během US Open 2022. V květnu 2023 pak byly zjištěny nesrovnalosti v jejím biologickém pasu. Nezávislý tribunál v září 2023 potvrdil obě pochybení a uložil jí trest zákazu činnosti na dobu čtyř let od jejího suspendování, tedy do roku 2026. V březnu 2024 uspěla s odvoláním u Mezinárodní sportovní arbitráže, která jí snížila trest na devět měsíců, s uplynutím předmětné doby již v červenci 2023. Na okruh se vrátila březnovým Miami Open 2024.

## Soukromý život
Narodila se roku 1991 v jihorumunské Constanțě do rodiny Arumunů. Otec Stere Halep hrál nižší fotbalovou ligu za klub Săgeata Stejaru a vlastní mlékárenskou firmu. S tenisem začala ve čtyřech letech, když se chtěla vyrovnat staršímu bratru. Od šesti let zahájila denní tréninky. V šestnácti letech se přestěhovala do Bukurešti, aby mohla lépe rozvinout svou kariéru.
V létě 2009, před osmnáctými narozeninami, se rozhodla podstoupit zmenšení prsou (redukci) z velikosti 34DD na 34C (ze 75E na 75C, v evropském značení), protože jejich větší objem hráčce ztěžoval hru. K zákroku uvedla: „Ta hmotnost mi dělá problémy. Během hry se necítím dobře a nejsem schopná rychle reagovat. Ani se mně nelíbí v běžném životě. Operaci bych podstoupila, i pokud bych nebyla sportovkyní“. Mezi další problémy větších prsou patřila bolest zad. Od zákroku vystoupala ve světové klasifikaci o více než 450 míst.
V září 2021 se v Constanțě vdala za makedonského podnikatele Toniho Iuruca. O rok později manželé oznámili rozvod.

## Tenisová kariéra

### 2008
Sezónu odstartovala účastí na juniorských turnajích. Do finále se probojovala v missourském Nottinghillu, kde nestačila na mladou nizozemskou hráčku Arantxu Rusovou. Na juniorce Australian Open si ve čtvrtfinále poradila s Anastasií Pavljučenkovovou, aby ji v dalším střetnutí vyřadila Američanka Jessica Mooreová.

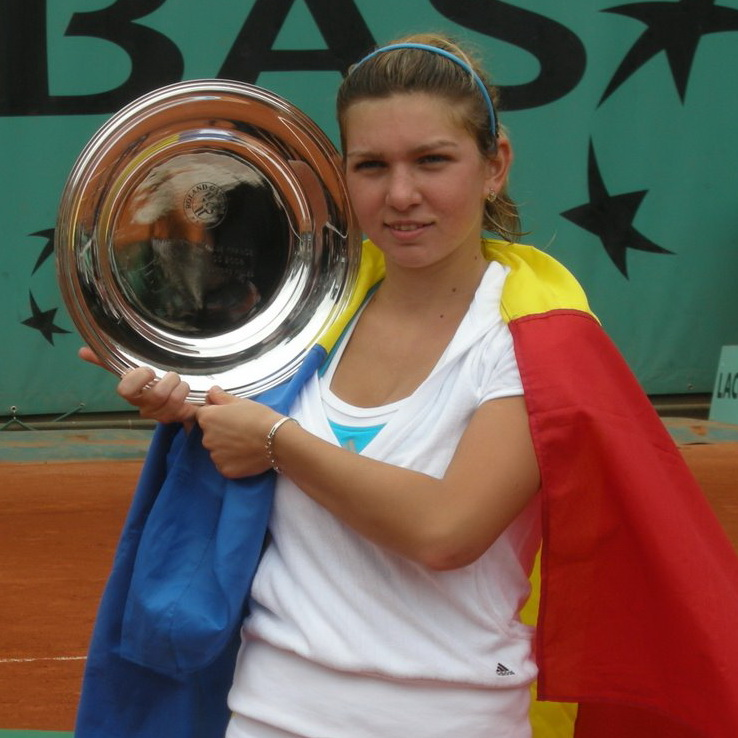
S mísou pro vítězku juniorské dvouhry na French Open 2008

Během května a června vyhrála turnaj v Trofeo Bonfiglio, po finálovém duelu proti Bojaně Jovanovské. Na antukovou juniorku French Open přijížděla v roli deváté nasazené. Na její raketě postupně zůstaly Charlotte Rodierová, Dánka Karen Barbatová a ve třetí fázi oplatila prohru turnajové pětce Jessice Mooreové. Ve čtvrtfinále zdolala třináctku Xenii Lykinovou a v semifinále pak druhou nasazenou Arantxu Rusovou. V rumunském boji o titul se střetla s krajankou a turnajovou desítkou Elenou Bogdanovou. Třísetový průběh v její prospěch znamenal premiérový grandslamový titul kariéry.
V jarní části sezóny nastoupila také do událostí ženského okruhu ITF. Dvě trofeje si odvezla z malých bukurešťských turnajů s dotací 10 000 dolarů, když na prvním z nich v závěrečném klání porazila opět Bogdanovou a na druhém pak Stéphanii Vongsouthiovou. Jednalo se o její třetí a čtvrtý titul na nižším ženském okruhu, když v roce 2007 opanovala stejné dvě antukové události.
Na úvod bukurešťského turnaje ITF s vyšší dotací 50 000 dolarů vyřadila Sesil Karatančevovou, aby ji ve čtvrtfinále zastavila zkušenější Sorana Cîrsteaová ve třech sadách. Na červnové události ITF dotace 25 000 dolarů ve švédském Kristinehamnu slavila třetí titul po zvládnutém finále s pátou nasazenou Němkou Anne Schaeferovou.

### 2009

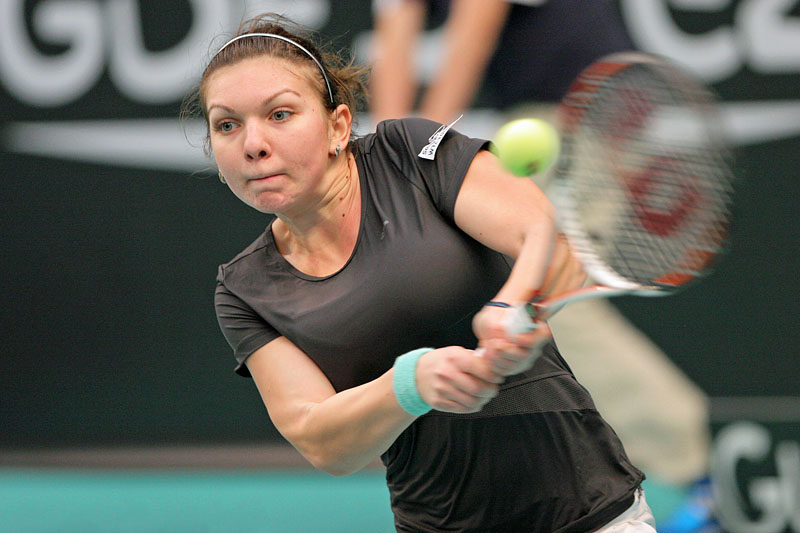
V kvalifikaci pařížského Paris Indoors 2009

Celou sezónu 2009 se pohybovala na túře ITF. Dvakrát se také pokusila proniknout do hlavních soutěží turnajů kalendáře WTA Tour. Z únorového Paris Indoors, stejně jako květnového Roland Garros, však vypadla ve druhém kole kvalifikace.
Na chorvatském turnaji ITF dotace 50 000 dolarů v Makarské postupně přehrála Anu Vrljićovou, Xenii Pervakovou, Annu Schäferovou bez ztráty gamu a v semifinále druhou nasazenou Arantxu Rusovou. V boji o titul si poradila s německou turnajovou jedničkou Tatjanou Malekovou po třísetovém průběhu. Na navazující bukurešťské akci s nejvyšší dotací ITF 100 000 dolarů ovšem nenašla recept na favorizovanou Andreu Petkovicovou.
V kvalifikaci seniorského Roland Garros zdolala na úvod sedmnáctou nasazenou Nizozemku Michaëllu Krajicekovou, aby jí následně do hlavní soutěže nepustila Vitalija Ďjačenková. V září zvítězila na svém posledním, šestém turnaji ITF, tentokrát ve slovinském Mariboru s rozpočtem 25 000 dolarů, když zvládla dvousetové finále proti maďarské turnajové jedničce Katalině Marosiové. Do semifinálové fáze pronikla na halových událostech ITF $50 000 v Minsku a ITF $25 000 v polském Opolí.

### 2010

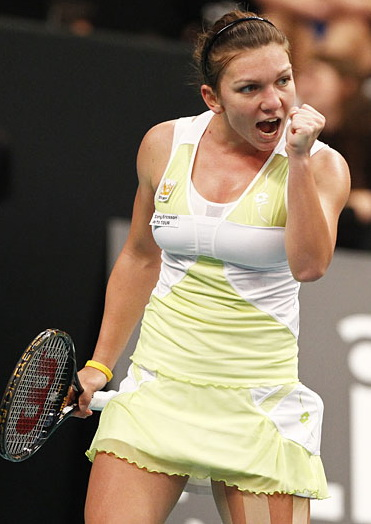
Vítězné gesto na French Open 2010, kde debutovala v hlavní grandslamové soutěži

Do sezóny vstoupila prohrou v úvodním kole kvalifikace Australian Open, když nestačila na Francouzku Stéphanii Foretzovou. Na počátku dubna 2010 jí patřila 166. příčka světové klasifikace. Debutové čtvrtfinále na okruhu WTA Tour si zahrála na antukovém Andalucia Tennis Experience v Marbelle. Jako kvalifikantka v hlavní soutěži přehrála 70. hráčku žebříčku Ivetu Benešovou a 36. ženu klasifikace Soranu Cîrsteaovou. Mezi poslední osmičkou skončila na raketě druhé nasazené Italky a světové šestnáctky Flavie Pennettaové. Po zvládnuté tříkolové kvalifikaci na Barcelona Ladies Open ji v prvním utkání zastavila španělská antukářka Carla Suárezová Navarrová.
Marocká událost Grand Prix de SAR La Princesse Lalla Meryem ve Fesu znamenala její vůbec premiérové nasazení jako číslo jedna v kvalifikaci. Po výhrách nad Nathalii Viérinovou a Estrellou Cabezaovou Candelaovou, vyřadila na úvod hlavní soutěže turnajovou osmičku Lucii Hradeckou po dvousetovém průběhu. Do čtvrtfinále postoupila přes Olgu Savčukovou, aby v něm zdolala druhou nasazenou Švýcarku Patty Schnyderovou. Po semifinálovém vítězství nad další Češkou Renatou Voráčovou se probojovala do svého prvního finále okruhu WTA Tour v kariéře. V něm ji titul odepřela třetí zástupkyně českého tenisu Iveta Benešová.
Po výhře v kvalifikačním kole French Open nad Američankou Bethanii Mattekovou-Sandsovou podlehla v úvodní fázi hlavní soutěže sedmé nasazené Samanthě Stosurové. V prvním kole newyorského grandslamu US Open pak na konci srpna čelila favorizované Jeleně Jankovićové. Příležitost ukončit zápas, při servisu v rozhodující třetí sadě za stavu 5–4 na gamy, však nevyužila. Srbská světová pětka získala další tři hry a postup do druhého kola.

### 2011
Sezónu rozehrála na ASB Classic jako 84. hráčka žebříčku. Výhry nad Japonkou Ajumi Moritovou a sedmou nasazenou Ruskou Jelenou Vesninovou, ji zajistily čtvrtfinálovou účast. Mezi poslední osmičkou však nenašla recept na belgickou turnajovou dvojku a dvacátou třetí v žebříčkovém pořadí Yaninu Wickmayerovou. Následně vypadla v rozhodujícím setu kvalifikačního kola na Moorilla Hobart International se slovenskou tenistkou Magdalénou Rybárikovou z počátku druhé světové stovky. Na Australian Open poprvé zvítězila v duelu hlavní soutěže Grand Slamu, když na úvod vyřadila lucemburskou kvalifikantku Anne Kremmerovou. Poté si poradila s 24. nasazenou Ruskou Alisou Klejbanovovou, než skončila na raketě polské dvanáctky Agnieszky Radwańské.

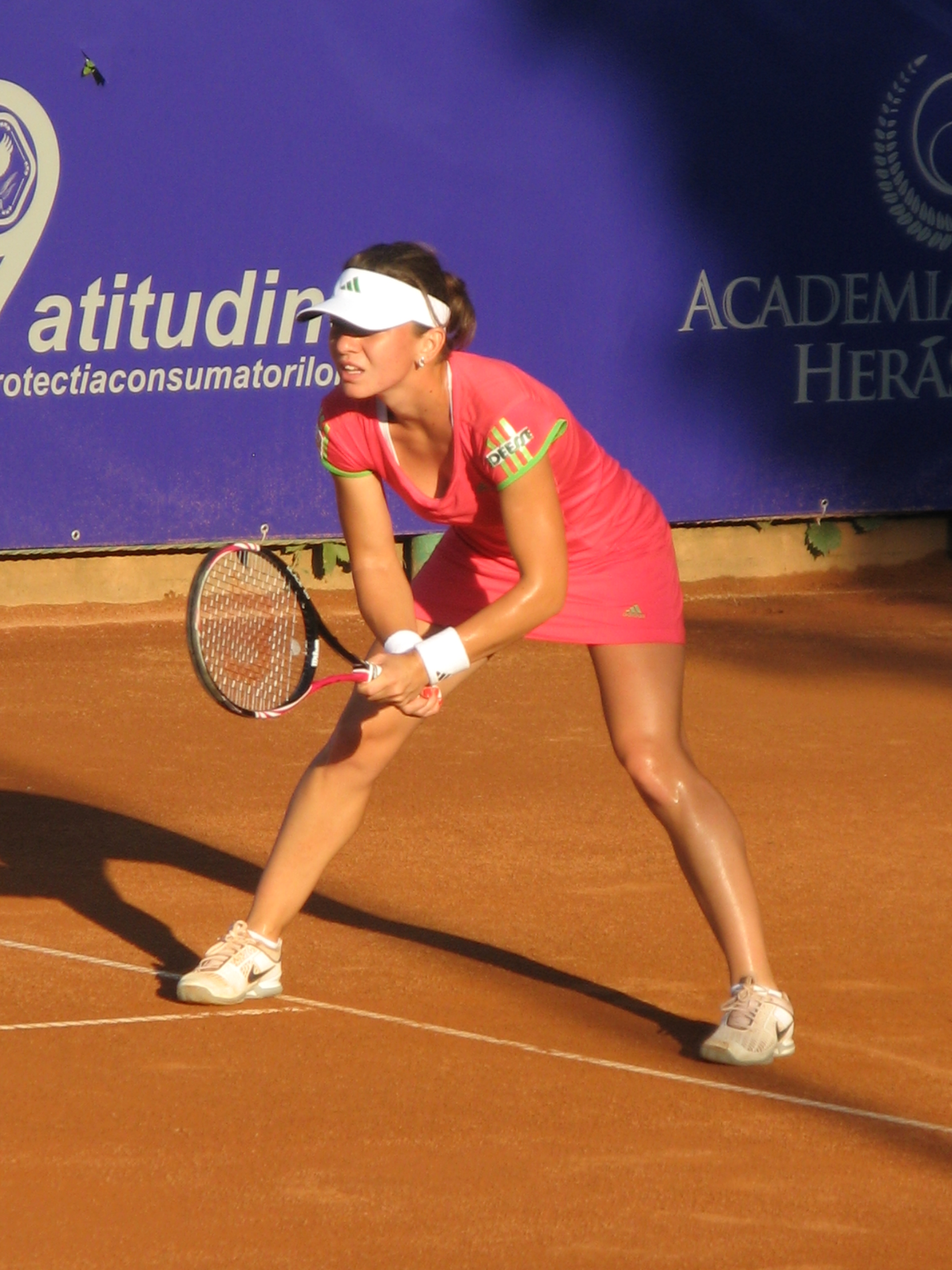
Na turnaji ITF – BCR Open Romania Ladies 2011, došla do semifinále

Na dalších třech turnajích, bogotském Copa Sony Ericsson Colsanitas, acapulském Abierto Mexicano Telcel a Monterrey Open, nepřešla přes první kolo. V dubnu obhajovala finálovou účast na Grand Prix SAR La Princesse Lalla Meryem, kde si opět zahrála o titul. Proti Italce Albertě Briantiové z finále odešla poražena. V předchozích dvou kolech porazila turnajovou čtyřku Gretu Arnovou a Kirsten Flipkensovou. Portugalský Estoril Open znamenal na úvod nezvládnuté tiebreaky obou sad s pozdější šampiónkou Anabel Medinaovou Garriguesovou, v nichž uhrála po pěti míčích. French Open přinesl porážku Rusky Ally Kudrjavcevové. Ve druhém kole ji pak vystavila stopku osmá nasazená Samantha Stosurová, s níž na pařížské antuce prohrála i předchozí rok.
Na travnatém Wimbledonu nejdříve přešla přes mladou Srbku Bojanu Jovanovskou, aby poté její účinkování ukončila favorizovaná sedmička Serena Williamsová po třísetovém průběhu. V polovině července se objevila na turnaji okruhu ITF s rozpočtem 100 000 dolarů BCR Open Romania Ladies v Bukurešti, kde startovala jako nejvýše nasazená. Cestou do semifinále skončily na její raketě Slovinka Maša Zecová Peškiričová, Slovenka Lenka Juríková a krajanka Alexandra Cadanțuová. Mezi poslední čtveřicí však vypadla se španělskou turnajovou pětkou Laurou Pousovou Tiovou, na níž uhrála pouze tři gamy.

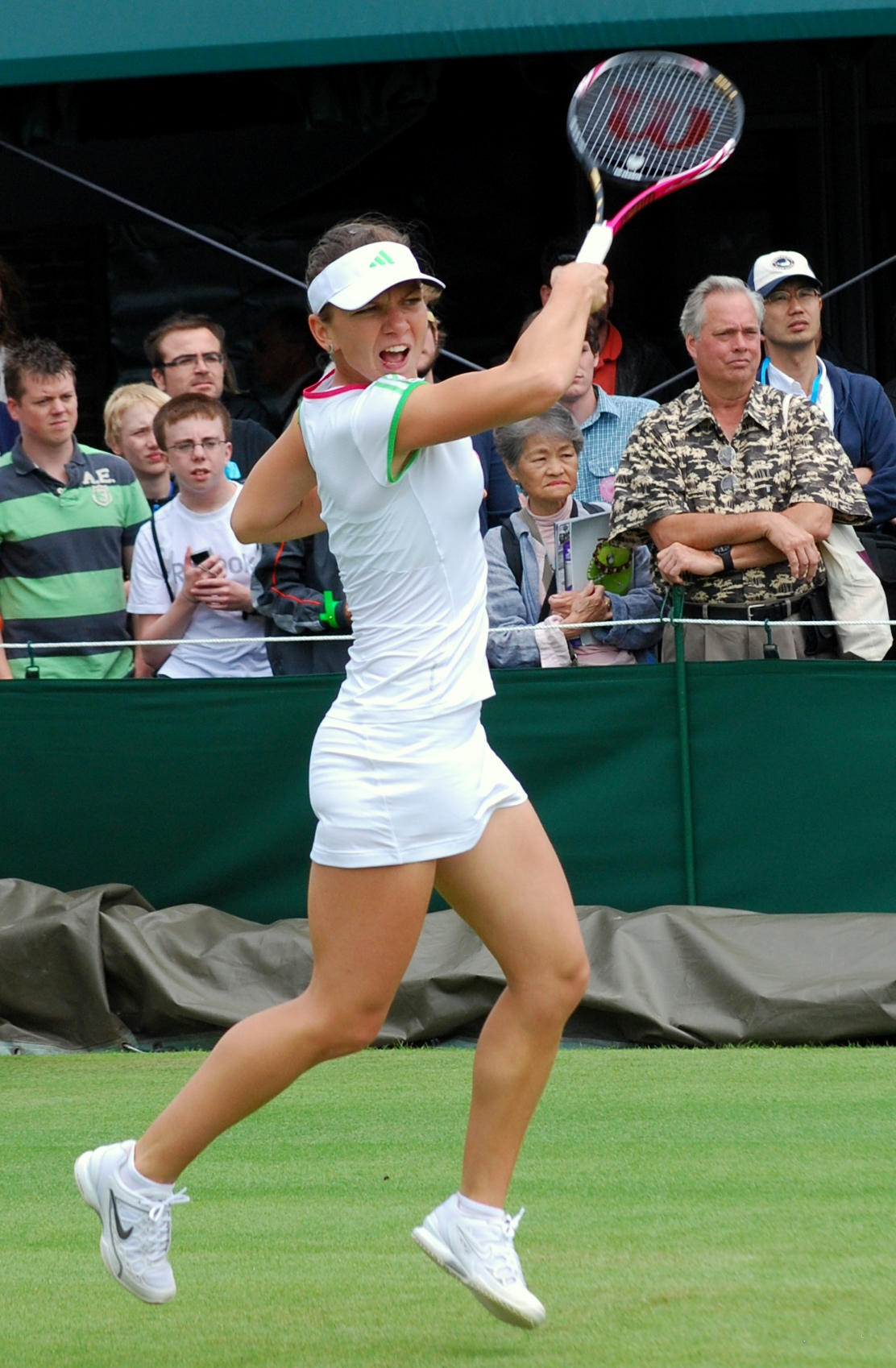
Forhend ve Wimbledonu 2011

Jako světová padesát pětka přijížděla na torontský Rogers Cup, kde prošla sítem kvalifikace. V prvním kole zaznamenal jedno ze svých největších vítězství dosavadní kariéry, když za 2.14 hodin vyřadila světovou patnáctku Světlanu Kuzněcovovou, jež se dopustila padesáti nevynucených chyb. Jednalo se o vůbec premiérovou výhru Rumunky nad tenistkou elitní dvacítky. Ve druhé fázi ji však stopku vystavila Lucie Šafářová.
Na US Open byla strůjkyní jednoho z překvapení úvodního kola, když dokázala přehrát čínskou šestou ženu žebříčku Li Na ve dvou setech. Do zápasu nastupovala s poraněním hlezna, které si v témže měsíci přivodila v Torontu. Oproti 19 nevynuceným chybám rumunské hráčky jich čínská favoritka zahrála 54. Postup také představoval první výhru nad tenistkou elitní desítky světové klasifikace. Ve druhém klání však její pouť grandslamem ukončila Carla Suárezová Navarrová, když ztratila vedení 1:0 na sety.
Na říjnovém BGL Luxembourg Open hraném v hale zdolala Japonku Kimiko Dateovou Krummovou, aby ji ve druhém zastavila Lotyška z počátku druhé stovky žebříčku Anastasija Sevastovová.
Poslední událostí roku se pro ni stal turnaj okruhu ITF v Dubaji s rozpočtem 75 000 dolarů. V roli nejvýše nasazené rok zakončila semifinálovou prohrou s Thajkou Noppavan Lertčívakarnovou, jíž patřila 198. příčka.

### 2012: Bruselské finále a olympijská účast
Sezónu odstartovala třemi australskými událostmi. Na první z nich, Brisbane International, zavítala v pozici 47. tenistky světa. Ve dvou setech však v úvodním zápasu podlehla zkušené páté nasazené Belgičance Kim Clijstersové. Ostrovní Moorilla Hobart International ji zastihl v lepší formě, když zdolala dvě hráčky z počátku páté desítky Kláru Zakopalovou a Irinu-Camelii Beguovou. Ve čtvrtfinále nestačila na turnajovou jedničku Yaninu Wickmayerovou a podruhé v roce prohrála se zástupkyní belgického tenisu. Na úvodním grandslamu Australian Open byla v prvním kole překvapivě nad její síly 189. tenistka klasifikace a argentinská kvalifikantka Paula Ormaecheaová.
Halový Open GDF Suez v Paříži znamenal porážku od turnajové sedmičky Roberty Vinciové. Do osmifinále Dubai Tennis Championships se probojovala po výhrách nad patnáctou nasazenou Danielou Hantuchovou a Ivetou Benešovou. Čtyři gamy pak uhrála na světovou jedničku Viktorii Azarenkovou z Běloruska. Na dvou březnových turnajích druhé nejvyšší kategorie Premier Mandatory došla shodně do třetího kola. Prvním se stal kalifornský Indian Wells Masters, na němž zdolala čínskou kvalifikantku Šuaj Čangovou a 28. nasazenou Petru Cetkovskou. Ve třetí fázi skončila po prohře od světové dvojky Marii Šarapovové po dvousetovém průběhu. Navazující floridský Miami Masters znamenal porážku od francouzské světové sedmičky Marion Bartoliové, když předtím vyřadila Naděždu Petrovovou a Suarézovou Navarrovou.

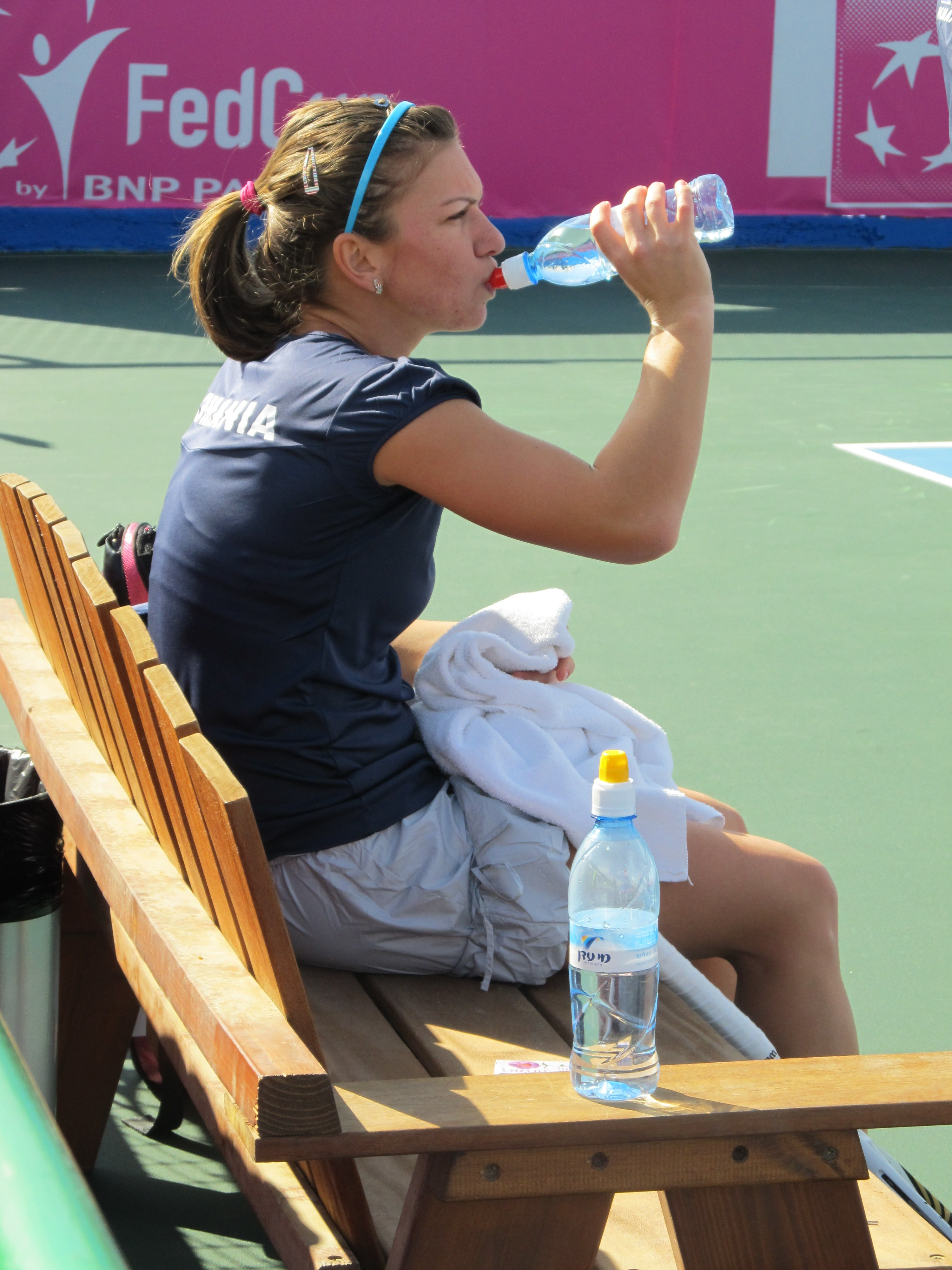
V utkání 1. skupiny euroafrické zóny Fed Cupu 2012 proti Chorvatce Mijačikové

Na antukovém Barcelona Ladies Open ji ve čtvrtfinále oplatila čerstvou prohru Carla Suárezová Navarrová. Potřetí v řadě si finále na Grand Prix de SAR La Princesse Lalla Meryem, pojmenovaném po marocké princezně, nezahrála. Mezi posledními osmi vyřadila v roli turnajové pětky nejvýše nasazenou Anabel Medinaovou Garriguesovou, ale v semifinále ji stopku překvapivě vystavila nizozemská kvalifikantka Kiki Bertensová. Římský Internazionali BNL d'Italia i madridský Mutua Madrileña Madrid Open znamenaly rychlý konec vždy na úkor postupující bývalé světové jedničky Venus Williamsové, která se pohybovala na přelomu sedmé a osmé desítky.
Nejlepšího výsledku sezóny dosáhla na Brussels Open, kde se probojovala do jediného finále roku. V prvním kole zvládla duel proti šesté nasazené Jeleně Jankovićové. O vítězce rozhodl až tiebreak závěrečné sady ve prospěch Rumunky poměrem míčů 7:3. Cestou pavoukem pak na ni nenašly recept krajanka Monica Niculescuová, světová šestnáctka Dominika Cibulková a Švédka Sofia Arvidssonová. I druhý finálový v rámci WTA Tour prohrála, a to s třetí hráčkou klasifikace Agnieszkou Radwańskou. Z Bruselu si odvezla 320 bodů a 57 tisíc dolarů. Na French Open však formu neudržela, když v prvním kole hladce vypadla s 24. nasazenou Petrou Cetkovskou, jíž odebrala pouhé čtyři hry.
Na trávě nevyhrála ani jeden zápas. Na UNICEF Open v 's-Hertogenboschi i další týden ve Wimbledonu podlehla Anabel Medinaové Garriguesové a na Londýnských olympijských hrách Kazachstánce Jaroslavě Švedovové. Sérii US Open rozehrála na počátku srpna montréalským Canada Masters, kde po výhře nad kvalifikantkou Michelle Larcherovou de Britovou nestačila na turnajovou čtyřku Jankovićovou. Potřetí ji v letní části sezóny porazila Medinaová Garriguesová, tentokrát na Cincinnati Masters. Newyorský grandslam US Open přinesl vítězné první kolo nad Ivetou Benešovou a následnou prohru s devatenáctou nasazenou Naděždou Petrovovou. Stejná hráčka ji zastavila také ve druhém kole tokijského Toray Pan Pacific Open, první zastávky podzimní asijské túry. Těžký los pekingského China Open způsobil porážku v úvodním duelu od Šarapovové a přesun do Evropy. Ve druhém kole říjnového Generali Ladies Linz nestačila na světovou jedničku Azarenkovou, když si předtím poradila s ukrajinskou kvalifikantkou Lesjou Curenkovou. Sezónu zakončila v Moskvě na Kremlin Cupu, kde oplatila dvě čerstvé porážky třinácté hráčce žebříčku Petrovové. Ve druhé fázi ji uštědřila debakl 160. žena pořadí a srbská kvalifikantka Vesna Doloncová, na níž uhrála jediný game.

### 2013: Průlom – prvních šest titulů WTA v řadě
Sezónu začala jako rumunská dvojka, dvacet míst za Soranou Cirsteaovou, a 47. žena žebříčku na aucklandském ASB Classic, kde ji ve druhém kole zastavila světová čtyřka a pozdější vítězka Agnieszka Radwańská ve dvou setech. Z Nového Zélandu se přesunula do Tasmánie na turnaj Hobart International. Opět ve druhé fázi podlehla americké osmé nasazené Sloane Stephensové, s níž vzápětí prohrála i v úvodu Australian Open.
Následovaly nevýrazné výkony. Porážka v prvním kole pařížského Open GDF Suez od Vinciové, ve druhém na obou arabských událostech, na Qatar Total Open skrečovala světové třináctce Aně Ivanovićové a před druhým kolem proti Hantuchové na Dubai Tennis Championships odstoupila. V prvním kole březnového BNP Paribas Open na dvorcích Indian Wells si poradila s Američankou Lauren Davisovou, aby poté skončila na raketě světové čtrnáctky Dominiky Cibulkové po nezvládnutých koncovkách obou setů. Tradičně navazující miamský Sony Open Tennis znamenal první postup do třetího kola v probíhající sezóně. Po vítězstvích nad Sabinou Lisickou a rakouskou 26. nasazenou Tamirou Paszekovou však utržila debakl od sedmé hráčky žebříčku Sary Erranové, jíž uzmula jediný game. Na antukovém Mutua Madrid Open vypadla hned v úvodu se španělskou antukářkou Lourdes Domínguezovou Linovou z konce první padesátky, přestože získala úvodní set.

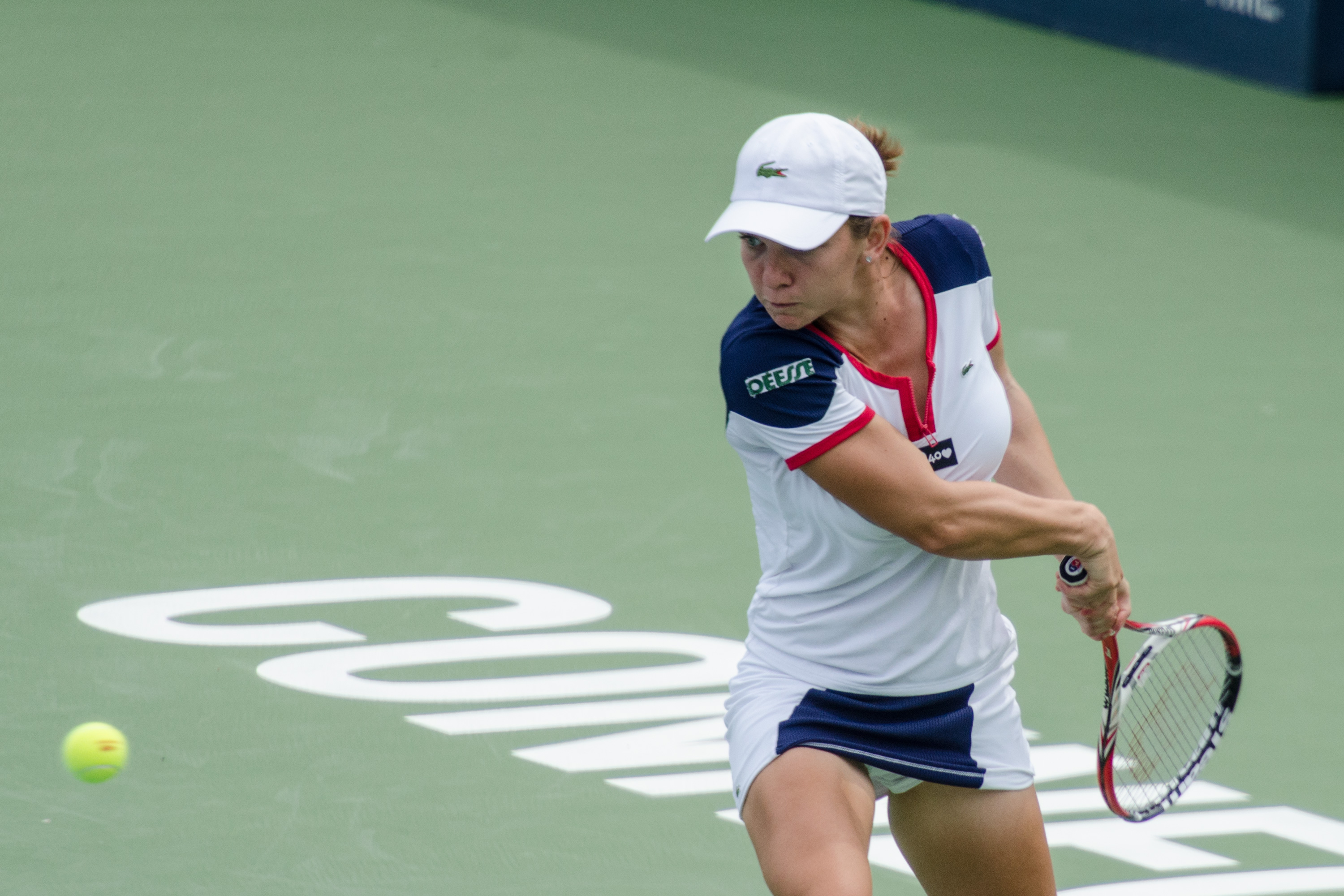
Bekhendový nápřah na vítězném New Haven Openu 2013

Zlepšení formy a průlom do vyšších pater ženského tenisu odstartovala na římském Internazionali BNL d'Italia, kde dosáhla na několik cenných skalpů soupeřek. Do hlavní soutěže se probojovala z kvalifikace po výhře nad Danielou Hantuchovou. V prvním kole jako 64. žena pořadí smetla Rusku Světlanu Kuzněcovovou, jíž povolila pouze dvě hry. Následoval postup přes světovou čtyřku Agnieszku Radwańskou, která po zisku úvodní sady uhrála v dalším průběhu jen tři gamy. Poté oplatila porážku Robertě Vinciové, aby si ve čtvrtfinále poradila s osmnáctou hráčkou klasifikace Jelenou Jankovićovou. V duelu musela odvracet dva mečboly Srbky. Až v semifinále byla nad její síly světová jednička a šampiónka turnaje Serena Williamsová. Později ke svému římskému výkonu uvedla: Ta změna nastala v tom, že jsem se na kurtu uvolnila a nepřipouštěla si tlak. Řekla jsem si, užij si to a hraj pro potěšení. Zisk 425 bodů znamenal posun na 57. příčku. Výsledek však nezopakovala na grandslamovém French Open, kde ji v prvním klání vyřadila dvacátá nasazená Carla Suárezová Navarrová.
Vzápětí, v první polovině června, však přišel premiérový titul na okruhu WTA Tour. V roli turnajové sedmičky premiérového ročníku Nürnberger Versicherungscupu přešla do finále přes Kazašku Galinu Voskobojevovou a turnajovou pětku Lucii Šafářovou. Finále mělo dvousetový průběh, když v něm zdolala Němku Andreu Petkovicovou. Vítězná vlna pokračovala na navazujícím Topshelf Open, hraném na rosmalenské trávě. Ve druhé fáze deklasovala světovou jedenáctku Robertu Vinciovou, jíž povolila uhrát jediný game. V semifinále vrátila pařížskou porážku Carle Suarezové Navarrové a v boji o titul nedala šanci čtvrté nasazené Belgičance Kirsten Flipkensové. Stala se tak vůbec první rumunskou tenistkou, která triumfovala na dvou po sobě jdoucích turnajích, hraných na různých površích. V žebříčku vystoupala na 32. příčku. Ve Wimbledonu narazila po vítězném duelu s Běloruskou Olgou Govorcovovou na světovou šestku Li Na, s níž odehrála divoký zápas tří rozdílných setů.
Po krátké travnaté sezóně navázala třetím titulem z Budapest Grand Prix. Na cestě do finále zůstaly na její raketě Sesil Karatančevová, Agnes Buktová, Tímea Babosová a krajanka Alexandra Cadanțuová. Jediný set jí odebrala v posledním zápasu Rakušanka Yvonne Meusburgerová. Podruhé v kariéře prošla do čtvrtfinále na události Premier 5, když na srpnovém Cincinnati Masters porazila Sie Šu-wej, úřadující wimbledonskou vítězku Marion Bartoliovou a jedenáctku Sam Stosurovou. Mezi posledními osmi ji pak zastavila první hráčka světa Serena Williamsová. Bartoliová po vyřazení od Rumunky překvapivě ukončila profesionální kariéru.

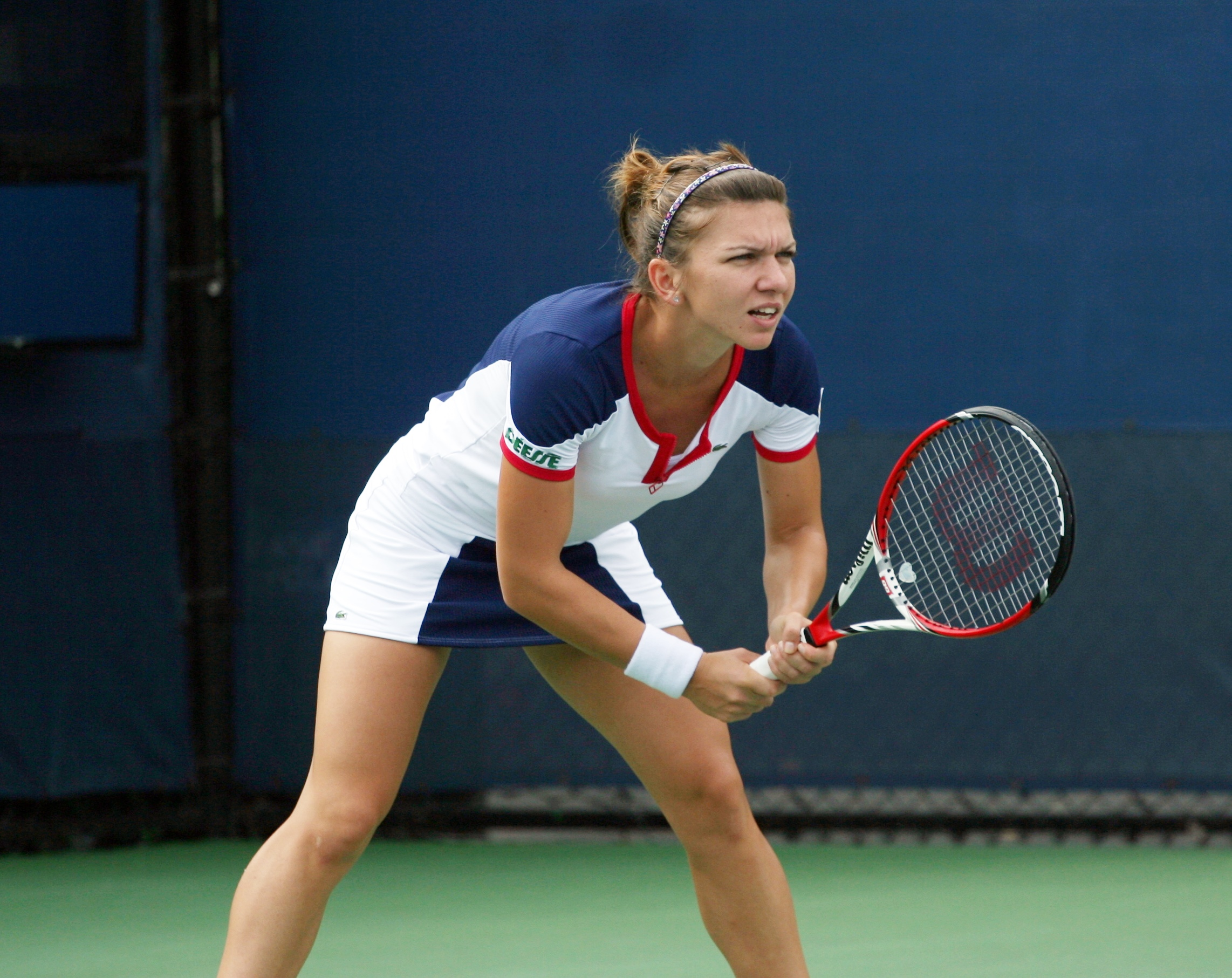
Na US Open 2013 vypadla v osmifinále

Čtvrtou turnajovou trofej, a první z kategorie Premier, dobyla na New Haven Open. Již jako 23. tenistka žebříčku postupně zvládla duely proti Hantuchové, Suarezové Navarrové a Rusce Jekatěrině Makarovové. V semifinále přehrála bývalou světovou jedničku a čtvrtou nasazenou Caroline Wozniackou, aby na ni nenašla recept ani třetí nasazená Petra Kvitová. Výsledky jí zajistily, že na US Open startovala poprvé v kariéře jako nasazená hráčka na Grand Slamu, a to dvacátá první v pořadí. Premiérově se podívala také do osmifinále majoru, když na její raketě postupně skončily Britka Heather Watsonová, Chorvatka Donna Vekićová a turnajová čtrnáctka Maria Kirilenková. Flushing Meadows však opustila po nezvládnutém střetnutí proti 83. ženě světové klasifikace Flavii Pennettaové.
Asijská túra pro ni znamenala dva turnaje. Na prvním z nich, tokijském Toray Pan Pacific Open podlehla v osmifinále s Venus Williamsovou. Druhý rok za sebou pak nepřešla úvodní kolo na pekingském China Open, kde její cestu pavoukem zastavila Urszula Radwańská. Páté vítězné finále v řadě slavila na říjnové události Premier, moskevském Kremlin Cupu. V roli světové osmnáctky a páté nasazené měla volný postup do druhé fáze. V ní vyřadila Magdalenu Rybárikovou, která po první sadě skrečovala. Dále zdolala dvě ruské hráčky Alisu Klejbanovovou a v semifinále Anastasiji Pavljučenkovovou, aby ji v boji o titul nezastavila ani světová devatenáctka Samantha Stosurová. Halepová se tak stala jedinou tenistkou roku, která dokázala vyhrát turnaje na antuce, trávě, tvrdém povrchu i v hale, a také druhá nejúspěšnější v počtu trofejí za suverénkou probíhající sezóny Serenou Williamsovou.
V listopadu pak završila průlomový rok kariéry šestým titulem ze sofijského Turnaje šampiónek, pro osm nejlepších hráček v kategorii International. Základní skupinu opanovala třemi výhrami nad Pavljučenkovovou, Alizé Cornetovou a Ukrajinkou Elinou Svitolinovou. Ve vyřazovacích bojích zvládla dva třísetové duely, nejdříve v semifinále proti dvojnásobné šampiónce turnaje Ivanovićové a ve druhém finále proti Stosurové za sebou. Sezónu zakončila těsně za branami elitní desítky WTA, když jí patřilo 11. místo.
Ženská tenisová asociace ji 21. listopadu 2013 vyhlásila tenistku s největším zlepšením pro sezónu 2013. V prosinci téhož roku pak obdržela obdobné, ocenění „hráčka s největším zlepšením“, v rámci ankety mediální skupiny ESPN.

### 2014: Světová dvojka a finalistka French Open
Sezónu zahájila na Sydney International, do něhož vstoupila jako světová jedenáctka a nasazená sedmička. Na turnaji startovalo šest hráček první desítky žebříčku WTA. Svůj zahajovací duel roku však nezvládla, když ji vyřadila Američanka Madison Keysová, což znamenalo první porážku od září předešlé sezóny.

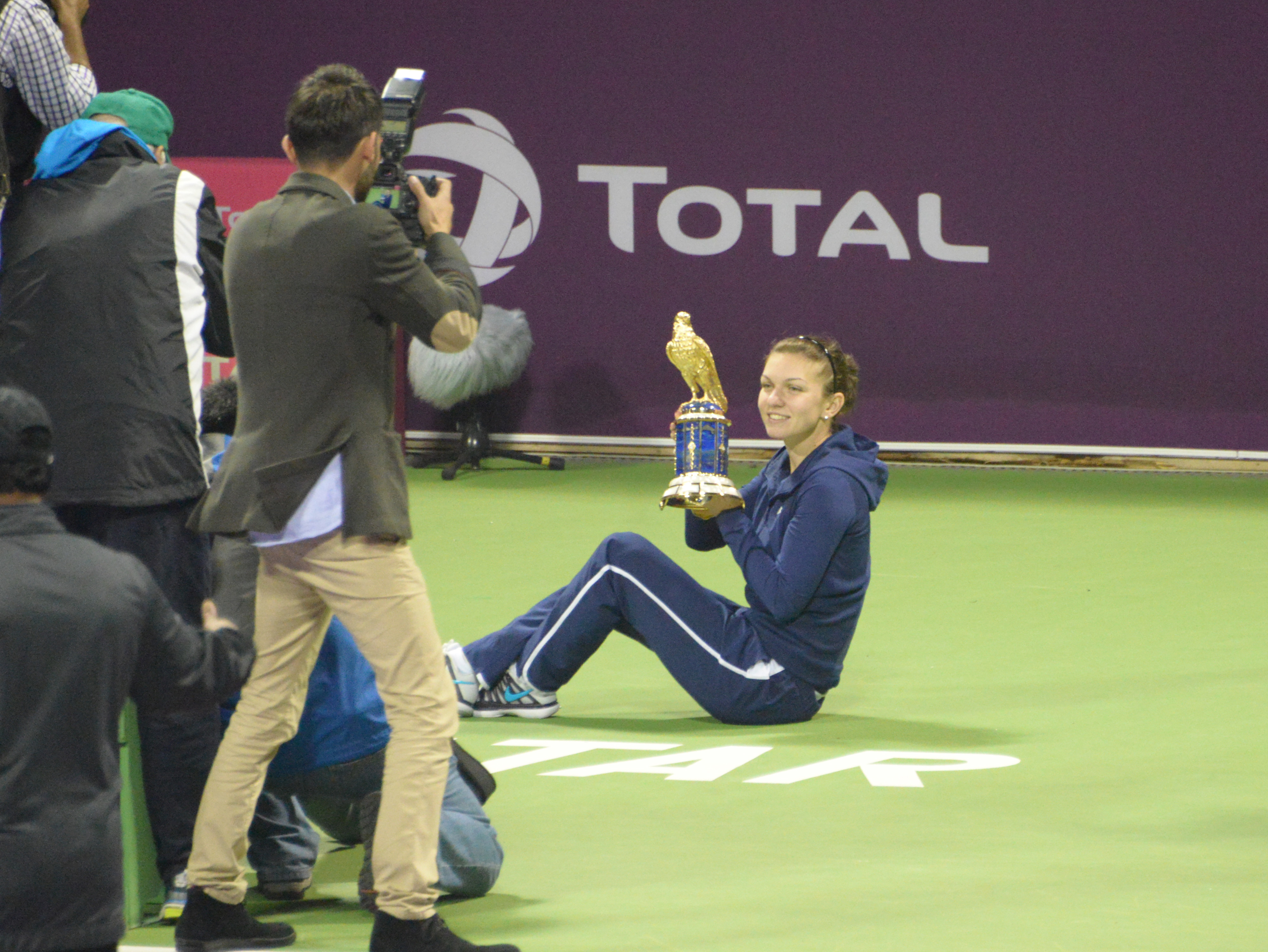
S vítěznou trofejí po výhře na Qatar Open 2014, kde získala premiérový titul z kategorie Premier 5

Na Australian Open do Melbourne Parku zavítala v roli turnajové jedenáctky. Na úvod si za 54 minut poradila s polskou kvalifikantkou Katarzynou Piterovou, která ji dokázala sebrat pouze jediný game. Po ztrátě úvodní sady s 50. ženou klasifikace Varvarou Lepčenkovou ze Spojených států, zopakovala ve druhém kole stejný výkon jako proti Polce, když ve zbylých dvou sadách ztratila jednu hru. Ve třetím utkání narazila na kazašskou kvalifikantku Zarinu Dijasovou, jíž přehrála ve dvou setech, aby se v osmifinále vyzvala osmou nasazenou Srbku Jelenu Jankovićovou. Duel rozhodlo třetí dějství, v němž soupeřce uštědřila kanára. Rumunka tak poprvé v kariéře postoupila do čtvrtfinále Grand Slamu. V něm však nenašla recept na slovenskou turnajovou dvacítku a pozdější finalistku Dominiku Cibulkovou, jíž hladce podlehla. Zisk 430 bodů ji poprvé v profesionální dráze katapultoval do elitní světové desítky tenistek, když v následné pondělní klasifikaci figurovala na 10. místě. Stala se tak, po Marianě Simionescuové, Virginii Ruziciové a Irině Spîrleaové, čtvrtou Rumunkou v historii, které se tento výkon podařil.
Po prohře v úvodním kole pařížského Open GDF Suez, kde jako turnajová pětka nestačila na Francouzku Kristinu Mladenovicovou, startující na divokou kartu, zavítala na arabský Qatar Open. V roli turnajové sedmičky prošla poprvé v sezóně do finále, když na její raketě zůstaly Estonka Kaia Kanepiová, s níž ztratila jediný set v průběhu celé události, německá hráčka Annika Becková, světová sedmička Sara Erraniová i čtyřka Agnieszka Radwańská. Ve finále zdolala devátou ženu světové klasifikace Angelique Kerberovou. Dosáhla tak na premiérový titul z kategorie Premier 5 a odměnu 441 tisíc dolarů.

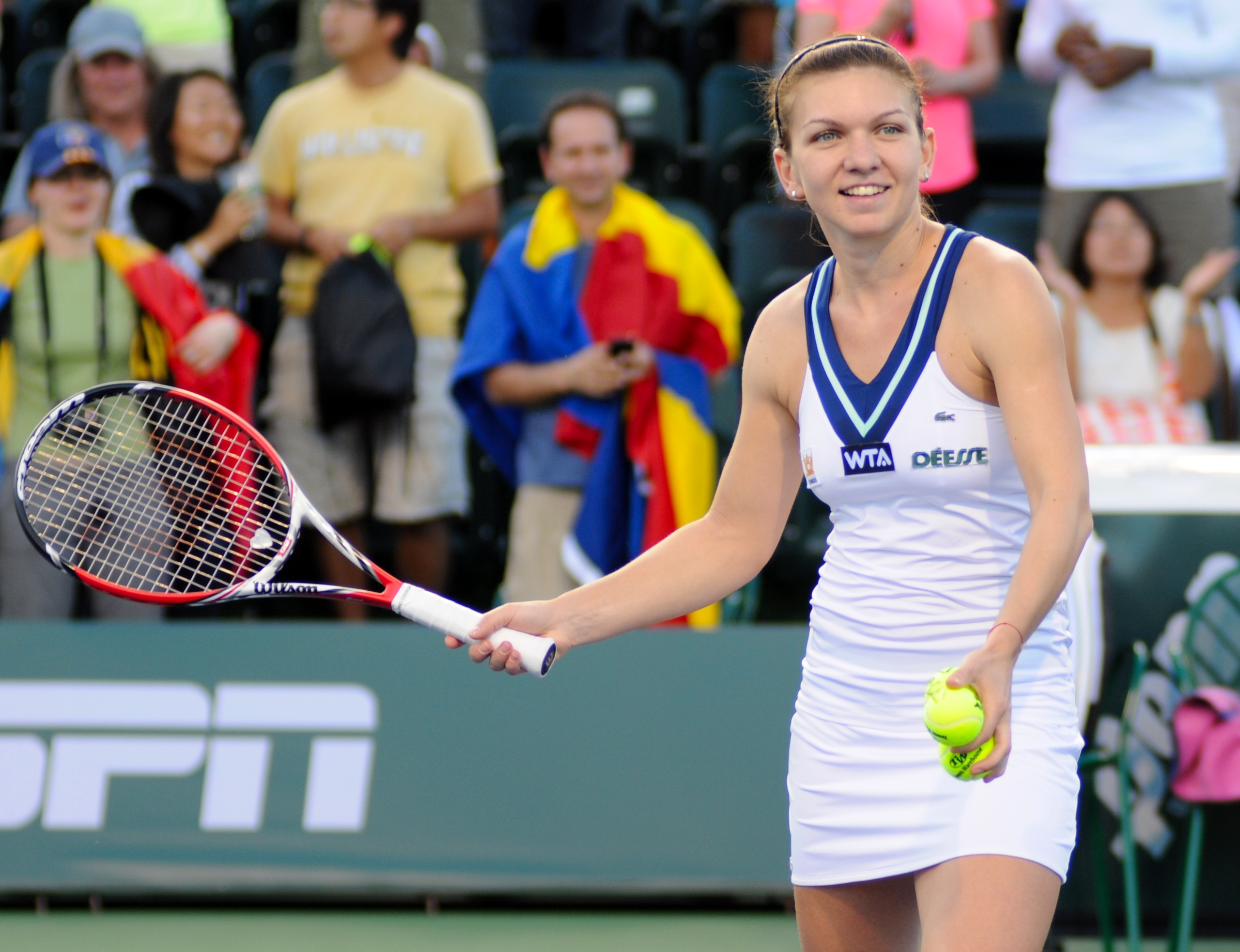
Na Indian Wells Masters 2014 došla poprvé do semifinále turnaje Premier Mandatory

Na navazujícím Dubai Tennis Championships však nepřešla úvodní fázi poté, co na počátku druhého setu skrečovala Alizé Cornetové. V osmifinále březnového Indian Wells Masters porazila 20letou Kanaďanku Eugenii Bouchardovou. Čtvrtfinálová výhra nad australskou kvalifikantkou Casey Dellacquovou znamenala, že se poprvé v kariéře posune na 5. místo žebříčku WTA. Stala se tak nejvýše postavenou Rumunkou od zavedení klasifikace v listopadu 1975. V semifinále jí oplatila čerstvou porážku světová trojka Agnieszka Radwańská po dvousetovém průběhu.
Na antukový Porsche Tennis Grand Prix, konaný v Porsche-Arena, přijížděla v roli druhé nasazené. V prvním kole však podlehla Rusce Světlaně Kuzněcovové z konce třetí desítky žebříčku. V první polovině května se pak probojovala do premiérového finále události z druhé nejvyšší kategorie Premier Mandatory, a to na Mutua Madrid Open. Jako čtvrtá nasazená v osmifinále přehrála turnajovou patnáctku Sabine Lisickou, poté srbskou jedenáctku Anu Ivanovićovou a v semifinále ji nezastavila ani šestá žena pořadí Petra Kvitová. V boji o titul se utkala se světovou devítkou Marií Šarapovovou. Přestože v prvním setu dominovala, když ztratila jediný game, soupeřka průběh duelu otočila a připsala si zbylé dvě sady.

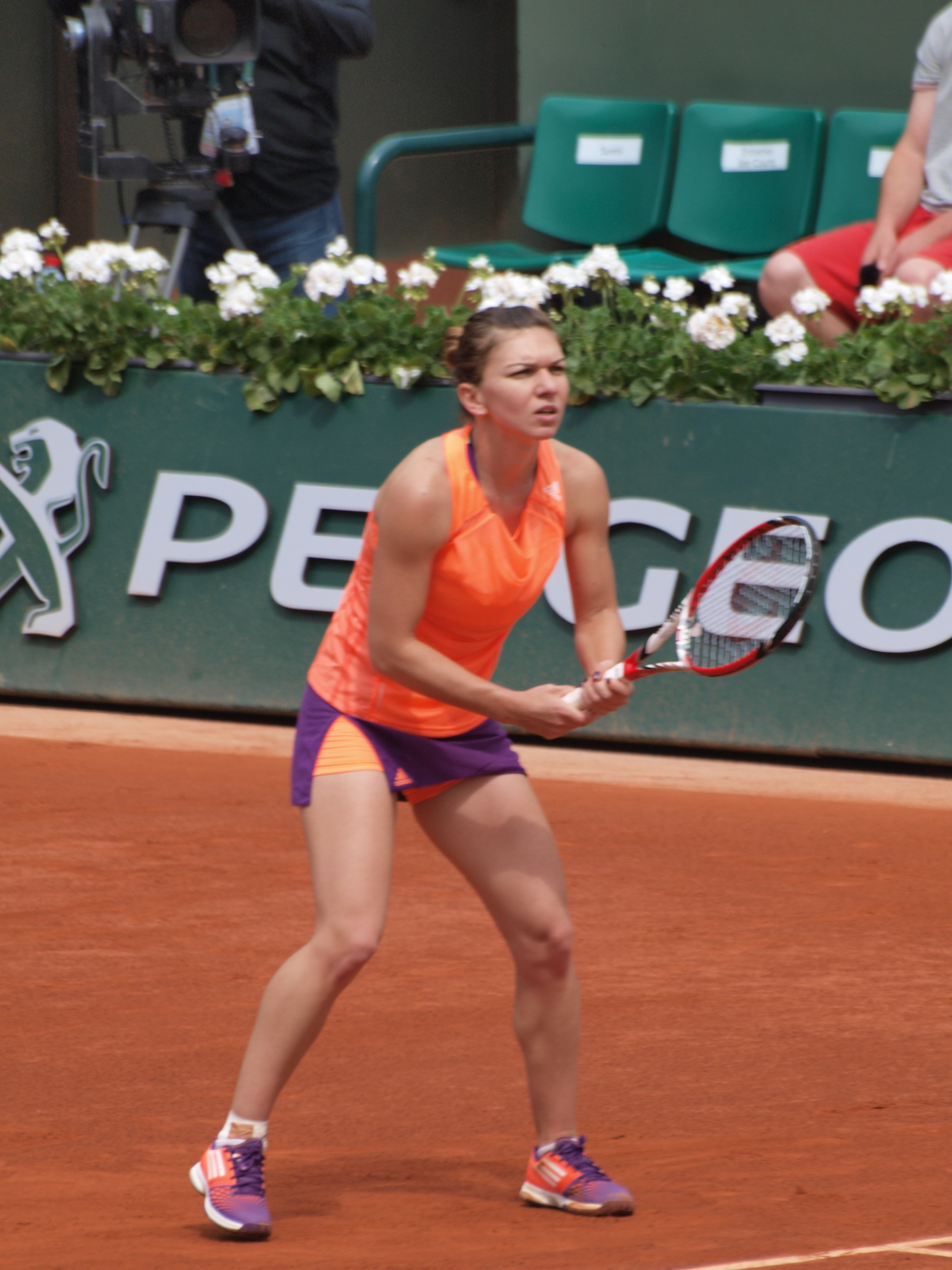
French Open 2014 znamenalo první účast v ženském grandslamovém finále

Poslední přípravou před pařížským grandslamem se stal římský Internazionali BNL d'Italia, z něhož odstoupila po výhře v úvodním kole nad Američankou Madison Keysovou.
Debutové grandslamové finále mezi ženami přišlo na French Open, kde v roce 2008 vyhrála juniorku. Z pozice čtvrté nasazené ztratila v úvodních třech zápasech pouze jedenáct gamů. Na její raketě tak zůstaly Alisa Klejbanovová, Heather Watsonová a 55. žena klasifikace María Teresa Torrová Florová. Po osmifinálové výhře nad patnáctou nasazenou Sloane Stephensovou si hladce poradila s Kuzněcovovou, která uhrála po dvou gamech v každé sadě. V semifinále zvládla duel proti Němce Andree Petkovicové z konce třetí desítky. Do svého premiérového finále na Grand Slamu prošla bez ztráty setu, a to jako první tenistka, jíž se tento výkon podařil, od Martiny Hingisové a její debutové finálové účasti na Australian Open 1997.
V závěrečném zápasu vyzvala turnajovou sedmičku Marii Šarapovovou, která se do finále Roland Garros probojovala potřetí v řadě. Halepová se stala první Rumunkou ve finále pařížského majoru od roku 1980, kdy v boji o titul neuspěla Virginia Ruziciová. Ta byla jedinou rumunskou šampiónkou soutěže ženského singlu na Roland Garros, když si trofej odvezla v roce 1978. Obě hráčky se v předchozí kariéře utkaly třikrát, naposledy na Mutua Madrid Open 2014. Ze všech duelů vyšla vítězně zástupkyně ruského tenisu. Po zisku první sady byla čtyřnásobná grandslamová šampiónka Šarapovová blízko triumfu již ve druhém dějství, když v tiebreaku vedla 5:3 na míče. Rumunka však uhrála další čtyři body a klání dospělo poprvé po 13 letech turnaje do třetího setu. Klíčovým okamžikem posledního setu se stal první míč za stavu 4–4, kdy byla na podání rumunská světová čtyřka. Ruska zahrála úder na základní čáru, ale čárový rozhodčí zahlásil s mírným zpožděním aut. Hlavní sudí jeho výrok opravil a fiftýn přímo přisoudil Šarapovové, když rozhodl, že projev čárového neměl vliv na zkažený úder Halepové. Následně si sibiřská rodačka připsala sedm míčů v řadě a vyhrála 6–4. V pondělním vydání z 9. června postoupila Rumunka ze čtvrté příčky žebříčku WTA na třetí.

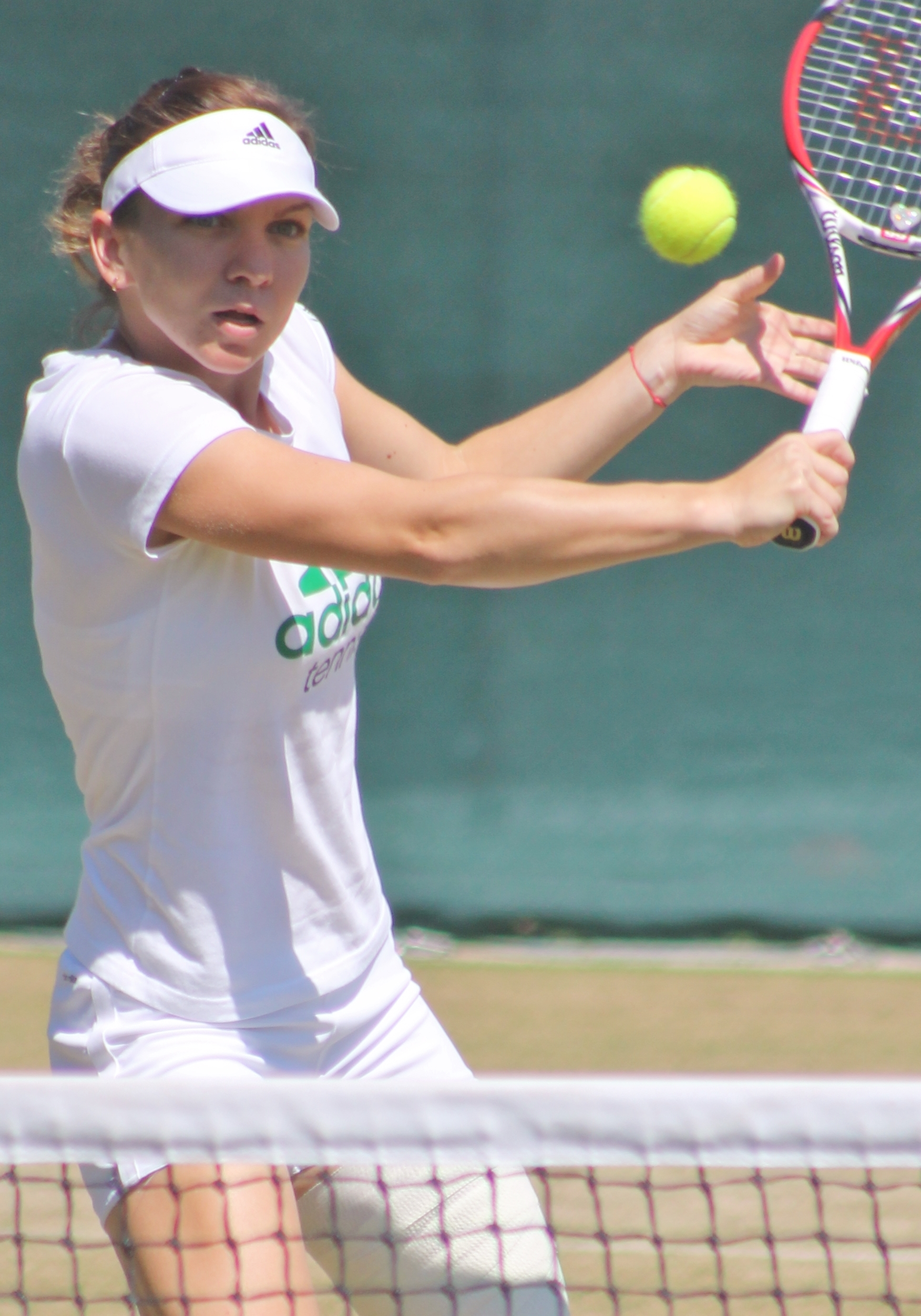
Ve Wimbledonu si semifinálovým duelem vytvořila své maximum

 Travnatou sezónu zahájila na turnaji kategorie International v nizozemském Hertogenboschi, kde obhajovala titul. V prvním kole si snadno poradila s Běloruskou Olgou Govorcovovou, avšak v následném kole proti německé tenistce Annice Beckové musela z důvodu bolesti v pravém rameni zápas za příznivého stavu 7–5 a 2–3 skrečovat.
Do londýnského grandslamu Wimbledonu přijížděla jako jedna z hlavních adeptek na titul a poprvé se v nasazení grandslamu objevila v Top 3, když byla vedena jako nasazená hráčka číslo tři. V úvodním kole si nejprve poradila s brazilskou hráčkou Telianou Pereirovou, následně s Ukrajinkou Lesjou Curenkovou, s níž měla velké problémy. Porazila ji až ve třetím setě poměrem 6–4. Ve třetím kole přehrála vítězkou juniorky z předešlého roku, švýcarskou tenistkou Belindou Bencicovou. V následujících dvou kolech dala soupeřkám ve druhých sadách vždy „kanára“. Na její raketě nejprve zůstala Kazaška Zarina Dijasová a později i finalistka z předešlého ročníku Němka Sabine Lisická. V semifinále se střetla s třináctou nasazenou Kanaďankou Eugenií Bouchardovou, se kterou měla před zápasem pozitivní bilanci 1–0, když ji v jediném vzájemném střetnutí na turnaji v Indian Wells dokázala porazit ve třech setech. Zápas hodně ovlivnilo zranění, které si Halepová přivodila na začátku utkání, když si podvrtnula kotník. I přes zranění Rumunky rozhodovala o vítězce první sady zkrácená hra, ve které však byla úspěšnější kanadská hráčka. Ve druhém setu se již Halepová na víc nezmohla a odešla poražena výsledkem 2–6. I přes vyřazení si v žebříčku WTA udržela pozici třetí hráčky světa a navíc si vytvořila své maximum na dvorcích All-England Clubu.
V polovině července splnila roli favoritky a nejvýše nasazené na premiérovém ročníku antukového BRD Bucharest Open v Bukurešti, kde si ve finále hladce poradila s italskou turnajovou dvojkou Robertou Vinciovou ve dvou setech. Připsala si tak osmý turnajový titul. Poté, co Li Na kvůli zranění kolena nehrála od červencového Wimbledonu, vystřídala ji Halepová 11. srpna na 2. místě světové klasifikace, kariérním maximu. Číňanka ztratila rozhodující body při neobhájení semifinálové účasti na Canada Masters, kde nestartovala ani rumunská hráčka. Ve čtvrtfinále Western & Southern Open ji stopku vystavila Šarapovová. Na US Open pak překvapivě skončila ve třetí fázi s Mirjanou Lučićovou Baroniovou. Pokles formy pokračoval na Wuhan Open, kde v úvodním klání vypadla s Garbiñe Muguruzaovou a před čtvrtfinále China Open proti Ivanovićové odstoupila z turnaje pro poraněnou kyčel.
Dne 15. září se jako třetí hráčka kvalifikovala na závěrečný Turnaj mistryň poprvé hraný v Singapuru. Při premiérové účasti vyhrála základní červenou skupinu s poměrem výher 2:1. Na úvod si poradila s Eugenií Bouchardovou. Poté deklasovala Serenu Williamsovou, čímž ukončila její 16zápasovou neporazitelnost na Turnaji mistryň a uštědřila jí nejtěžší porážku během předchozích 16 let. Po svém prvním vítězství nad úřadující světovou jedničkou Rumunka sdělila: „Mám za sebou nejlepší zápas v kariéře. Nedokážu popsat, jak se teď cítím. Chci si to užít a nikdy na to nezapomenu.“ Ve 20minutové první sadě dovolila soupeřce uhrát jen devět míčů. Jednalo se o osmý „kanár“, který americká hráčka v kariéře utržila, a první v probíhající sezóně. Američance však paradoxně pomohla postoupit ze skupiny do vyřazovacích bojů, když v posledním prohraném utkání získala na Aně Ivanovićové jeden set. Ten zajistil světové jedničce druhé postupové místo ze skupiny. V semifinále povolila Agnieszce Radwańské pouze čtyři hry. Ve finále pak hladce podlehla Williamsové. Přes vlažný vstup americké tenistky do utkání, kdy ztratila úvodní servis a prohrávala 1–2 na gamy, následně zaznamenala drtivý nástup a po zbytek hry na dvorci dominovala. Ve druhé sadě, trvající 25 minut, uštědřila Halepové „kanára“.
Sezónu zakončila na 3. místě žebříčku WTA.

### 2015: Vítězka Indian Wells Masters
Úvodní týden sezóny nastoupila jako nejvýše nasazená na šenčenském turnaji. Po semifinálové výhře nad Čeng Saj-saj si v boji o titul hladce poradila se Švýcarkou ze 47. místa klasifikace Timeou Bacsinszkou, která ji odebrala čtyři gamy. Získala tak devátou kariérní trofej. V roli třetí nasazené přijela na Australian Open. V úvodních čtyřech kolech na její raketě skončily nenasazené hráčky Karin Knappová, Jarmila Gajdošová, Bethanie Matteková-Sandsová a Yanina Wickmayerová, které neuhrály ani jeden set. Ve čtvrtfinále ji však zastavila turnajová desítka Jekatěrina Makarovová po dvousetovém průběhu.

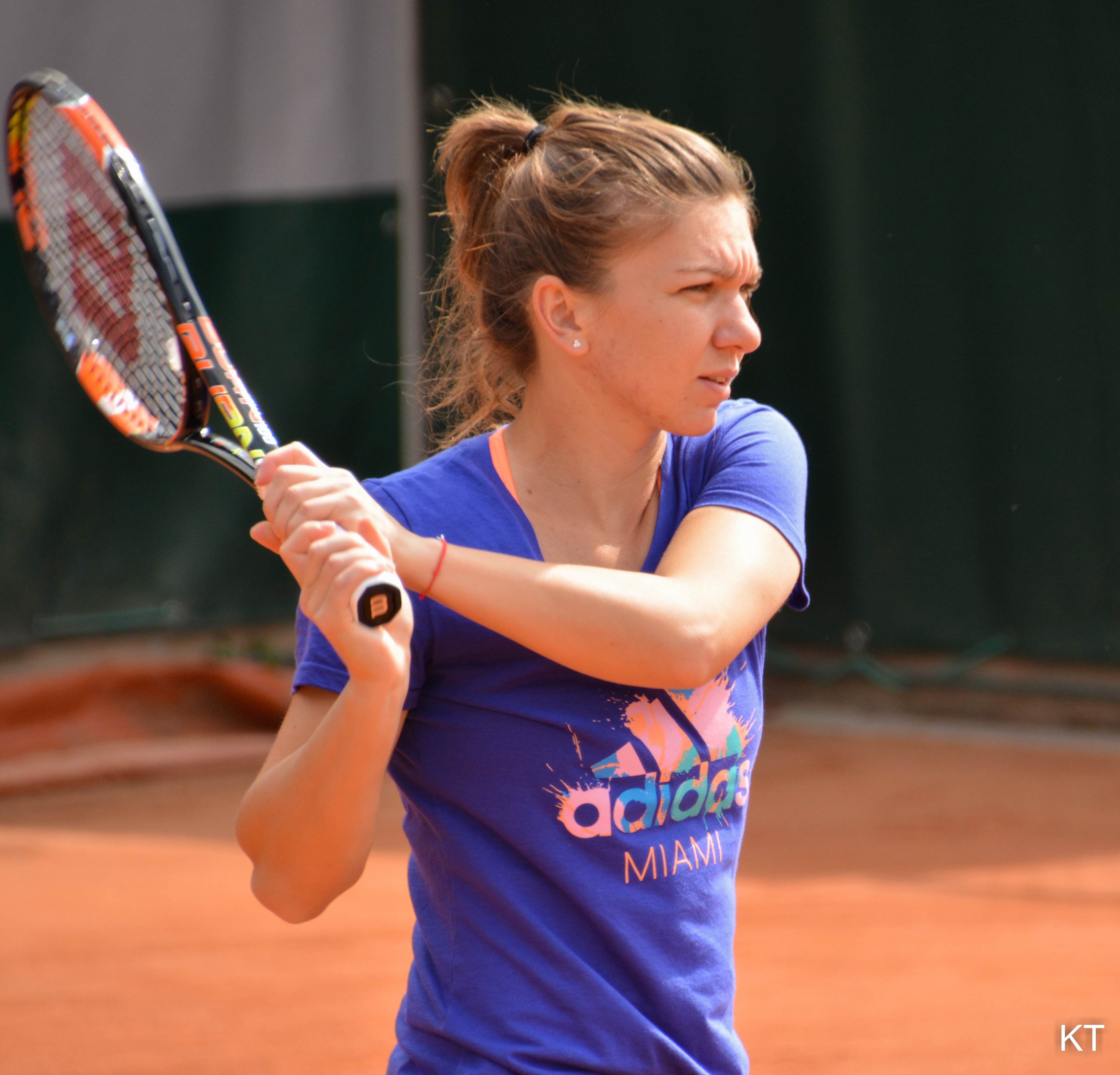
Na French Open dohrála ve druhém kole

V polovině února startovala jako nejvýše nasazená na Dubai Tennis Championships, turnaji z kategorie Premier 5. Mezi poslední osmičkou vrátila čerstvou porážkou Makarovové. V semifinále ji nezastavila ani bývalá světová jednička Caroline Wozniacká. V boji o titul pak přehrála českou turnajovou sedmnáctku Karolínu Plíškovou ve dvou setech. Od stavu her 3–3 ve druhé sadě si obě tenistky šestkrát v řadě prolomily podání. Při svém podání Rumunka neproměnila dva mečboly, jeden za stavu gamů 5:4 a druhý při poměru 6:5. Přestože v následném tiebreaku Češka vedla 4:3 na míče, další čtyři body ztratila a utkání prohrála. Jubilejní desátý kariérní titul znamenal po týdnu návrat na třetí příčku před Kvitovou.
Na březnovém Indian Wells Masters vybojovala poprvé v kariéře trofej z druhé nejvyšší úrovně ženského okruhu Premier Mandatory. V osmifinále zdolala Karolínu Plíškovou. Mezi poslední osmičkou dohnala jednosetovou ztrátu proti Carle Suárezové Navarrové a do finále pronikla bez boje, když před semifinálovým duelem pro zranění kolena odstoupila světová jednička Serena Williamsová. V boji o titul si poradila s osmnáctou nasazenou Jelenu Jankovićovou po třísetovém průběhu.
Pokles formy v antukové části provázel její účast na French Open, kde ve druhém kole nestačila na Mirjanu Lučićovou Baroniovou. Následovalo vyřazení v úvodním zápase Wimbledonu proti Slovence Janě Čepelové. Během letní US Open Series přišlo zlepšení, když si zahrála dvě navazující finále na Rogers Cupu v Torontu a Western & Southern Open v Cincinnati. První z nich skrečovala pro vyčerpání s Belindou Bencicovou a ve druhém nenašla recept na Serenu Williamsovou. Na newyorském US Open skončila v semifinále po prohře s Flaviou Pennettaovou. Bodový zisk jí zajistil druhou účast na říjnovém Turnaji mistryň, kam přijela jako světová dvojka a nejvýše nasazená.

### 2016: Šampionka Mutua Madrid Open
Z lednového Brisbane International se odhlásila poranění Achillovy šlachy. Sezónu rozehrála semifinálem na Apia International Sydney, kde ji vyřadila Světlana Kuzněcovová. Na Australian Open dohrála již v prvním kole s čínskou kvalifikantkou Čang Šuaj, která tak až na patnáctý pokus přešla první kolo grandslamu. Později na sociálních sítí sdělila, že má zdravotní komplikace s dutinou nosní, které si vyžádají chirurgický výkon. Proto se původně odhlásila z událostí Dubai Tennis Championships, kde obhajovala trofej, a navazujícího Qatar Ladies Open. Operaci však odložila, aby mohla na začátku února nastoupit do úvodního klužského kola Světové skupiny Fed Cupu proti České republice. Nakonec odehrála i oba arabské turnaje, když uvedla, že začala hrát kvalitní tenis. Poprvé v kariéře ji – během fedcupové dvouhry – zdolala Karolína Plíšková aby v nedělním programu naopak potřetí zvítězila nad Petrou Kvitovou. Rumunky odešly poraženy 2:3 na zápasy a čekaly na barážového soupeře. V dubajské dvouhře skončila v první fázi na raketě bývalé světové jedničky Any Ivanovićové. Svůj úvodní zápas nezvládla ani na Qatar Total Open, kde byla nad její síly Ruska Jelena Vesninová. Ztráta bodů znamenala pád o dvě příčky na 5. místo žebříčku.

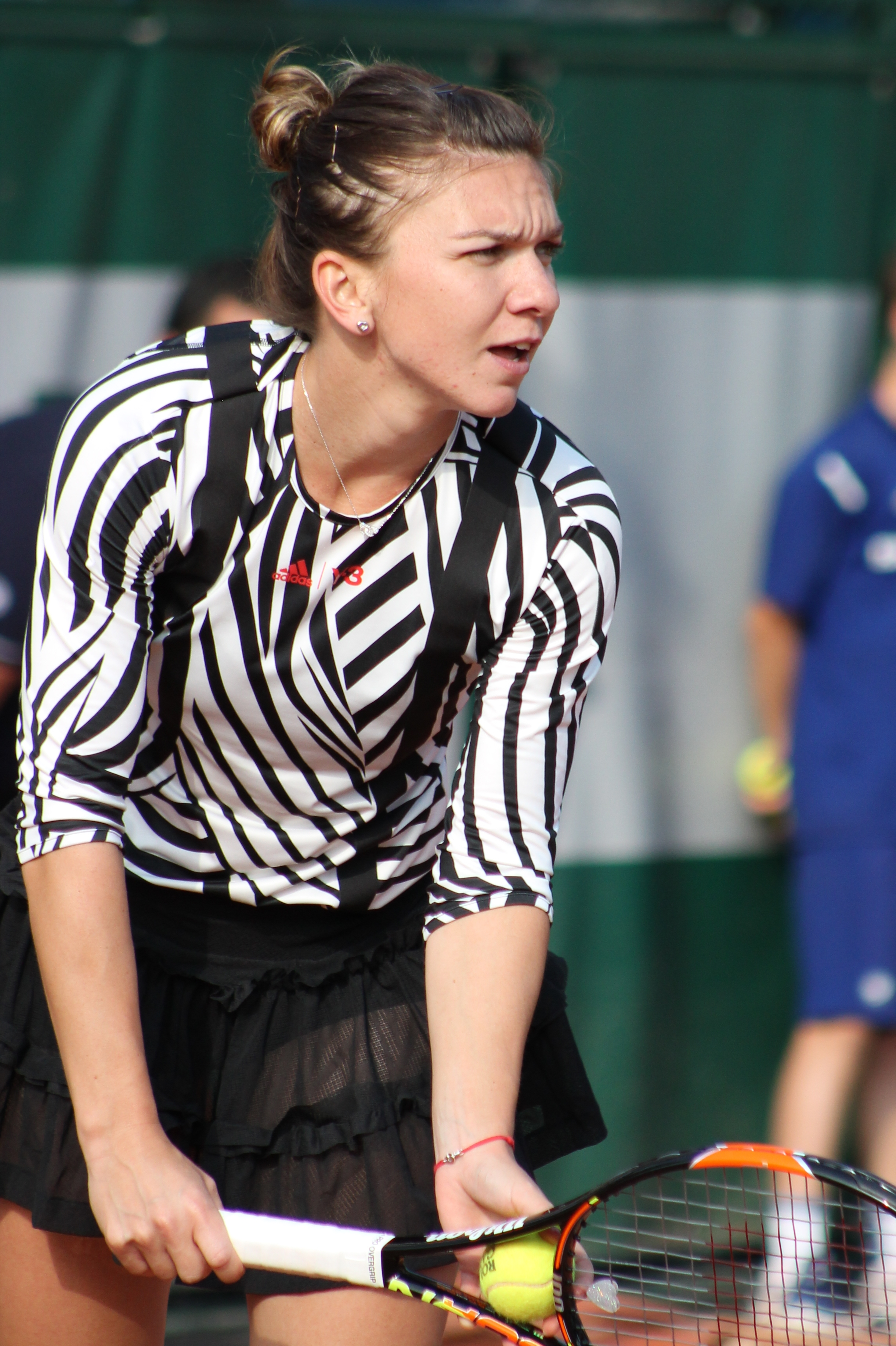
Podání na French Open, kde skončila ve čtvrtém kole

V roli obhájkyně titulu zavítala na březnový BNP Paribas Open v Indian Wells, kde ve druhém kole vyřadila za 56 minut Američanku Vaniu Kingovou a ve třetím pak světovou třicítku Jekatěrinu Makarovovou. V osmifinále uhrála od stavu her 1–3 šest gamů v řadě. a po zisku první sady proti Barboře Strýcové, soupeřka duel skrečovala. její cestu následně zastavila Serena Williamsová ve dvou setech. Ve druhé fázi Miami Open zdolala 18letou Rusku Darju Kasatkinovou, a poté i Julii Görgesovou a Heather Watsonovou. Mezi poslední osmičkou hráček ji přehrála Švýcarka Timea Bacsinszká, ačkoli se ujala vedení 1:0 na sety. Poprvé od května 2014 tak po březnovém turnaji vypadla z elitní světové pětky.
Na dvorce se po krátké přestávce vrátila baráží Světové skupiny Fed Cupu proti Německu. V první dvouhře porazila Andreu Petkovicovou, přestože nebyla nejdříve schopna utkání dvakrát doservírovat. Ve druhém singlu uhrála pouze čtyři hry na Angelique Kerberovou, což znamenalo její premiérovou prohru s touto soupeřkou ze čtyř zápasů. Rumunsko odešlo poraženo 1:4 na zápasy a sestoupilo do druhé světové skupiny pro rok 2017.
Antukovou sezónu zahájila na halovém Porsche Tennis Grand Prix, kde po volném losu podlehla kvalifikantce a pozdější finalistce Lauře Siegemundové, které dokázala odebrat jen tři hry. Jednalo se o její nejtěžší porážku od finále Turnaje mistryň 2014 se Serenou Williamsovou. Cestou do finálového zápasu Mutua Madrid Open postupně na její raketě zůstaly Misaki Doiová, Karin Knappová, Timea Bacsinszká, krajanka Irina-Camelia Beguová a Samantha Stosurová. V boji o titul zdolala Slovenku Dominiku Cibulkovou ve dvou setech a zajistila si premiérovou trofej v sezóně a druhou z kategorie Premier Mandatory. Následně se vrátila na 5. pozici žebříčku. Vítěznou sérii však ukončila Australanka Darja Gavrilovová již ve druhém kole římského Internazionali BNL d'Italia. Po ztrátě dvou gamů s Japonkou Nao Hibinvou na úvod French Open, pokračovala do dalších kol výhrami nad Zarinu Dijasovou a Naomi Ósakaovou. V osmifinálovém klání přerušovaném deštěm ale nenašla recept na Samanthu Stosurovou.
Z birminghamského turnaje AEGON Classic se odhlásila pro zranění. Travnatou sezonu tak započala až ve Wimbledonu, kde zvládla duely proti Anně Karolíně Schmiedlové, Italce Francesce Schiavoneové, Kiki Bertensové a Madison Keysové. Čtvrtfinálovou stopku ji vystavila Angelique Kerberová.

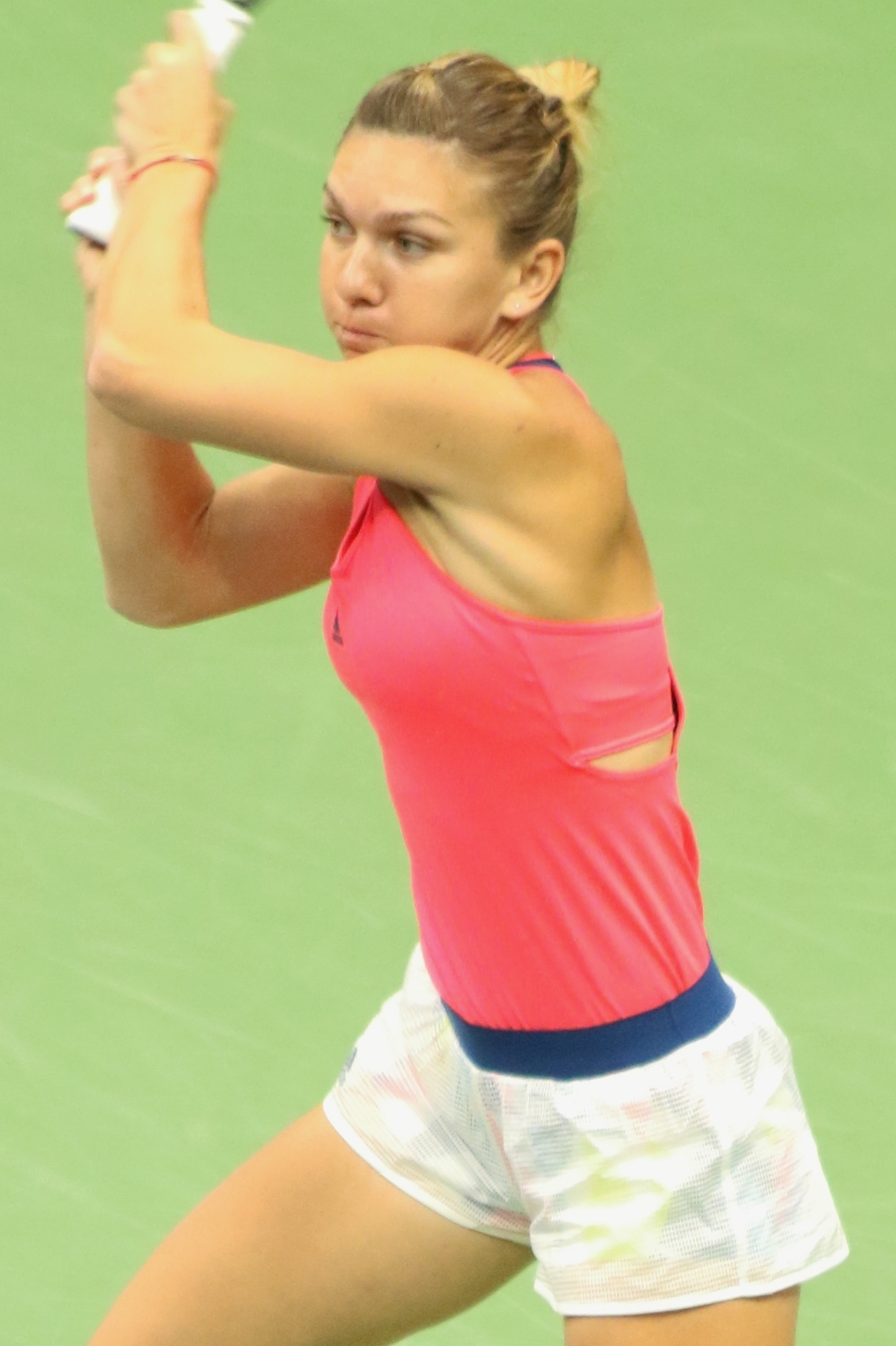
US Open znamenalo vyřazení ve čtvrtfinále

Z olympijského turnaje v Riu de Janeiru se omluvila pro riziko nákazy virem zika. Následně podruhé triumfovala na BRD Bucharest Open po finálovém vítězství nad lotyšskou turnajovou sedmičkou Anastasijí Sevastovovou. Zápas s výsledkem 6–0 a 6–0 trval jen 46 minut a Rumunka snížila bilanci vzájemných zápasů na 2:3. Zlepšení formy potvrdila na montréalském Rogers Cupu, kde na její raketě dohrála mezi poslední osmičkou Světlana Kuzněcovová a poté oplatila wimbledonskou prohru Angelique Kerberové. Ve finále pak zdolala desátou nasazenou Madison Keysovou a připsala si čtrnáctý titul kariéry. Finálový duel doprovázela řada chybných úderů, když zahrála jen čtyři vítězné míče oproti dvaceti dvěma Američanky. Naopak zaznamenala devatenáct nevynucených chyb na rozdíl od čtyřiceti pěti Keysové. Do finále se probojovala i v deblové soutěži Rogers Cupu po boku krajanky Moniky Niculescuové, s níž startovala na divokou kartu. V boji o titul však podlehly ruskému čtvrtému nasazenému páru Jekatěrina Makarovová a Jelena Vesninová ve dvou setech. Cincinnatský Western & Southern Open přinesl postup přes Anniku Beckovou, Darju Gavrilovovou a Agnieszku Radwańskou, aby její pouť ukončila v semifinále Kerberová.
Do newyorského US Open přijížděla jako turnajová pětka. Na její raketě dohrály Kirsten Flipkensová, Lucie Šafářová, Tímea Babosová a Carla Suárezová Navarrová. Ve čtvrtfinále však podlehla světové jedničce Sereně Williamsové po třísetovém průběhu.
Na asijské túře postoupila bez ztráty setu do semifinále Wuhan Open, v němž ji únorovou prohru vrátila pozdější šampionka Petra Kvitová. Během turnaje se jako třetí hráčka kvalifikovala na závěrečný Turnaj mistryň. Pekingský China Open pro ni znamenal volný los z titulu wuchanské semifinalistky. Ve druhém kole přehrála Yaninu Wickmayerovou, aby ji ve třetí fází podruhé v roce vyřadila Čang Šuaj.

### 2017: Podruhé finalistkou French Open a světová jednička
Sezónu otevřela na šenčenském Shenzhen Open, kde ji po výhře nad Jelenou Jankovićovou ve druhém kole vyřadila Češka Kateřina Siniaková. Následně přijela na Australian Open. Podruhé za sebou však nepřešla úvodní fázi grandslamu a podlehla Američance Shelby Rogersové. Později uvedla, že ji trápila bolest levého kolena.
Jako nejvýše nasazená zavítala na petrohradský St. Petersburg Ladies' Trophy. Po volném losu zdolala Chorvatku Anu Konjuhovou, ovšem před čtvrtfinále proti Natalje Vichljancevové odstoupila pro pokračující bolest v koleni. Zmeškala tak i prohrané fedcupové utkání druhé světové skupiny proti Belgii. Na dvorce se vrátila březnovým BNP Paribas Open v Indian Wells. Ve druhém kole zvládla duel s Donnou Vekićovou, aby následně potřetí v kariéře podlehla Kristině Mladenovicové. Navazující Miami Open v Key Biscayne znamenal čtvrtfinálovou účast po výhrách nad Naomi Ósakaovou, Anett Kontaveitovou a Samanthou Stosurovou, než její cestu pavoukem ukončila pozdější šampionka Johanna Kontaová ve třech setech, přestože šla v závěru druhé sady podávat na vítězství. V dubnu se vrátila do rumunského fedcupového týmu. V druhé světové baráži proti Velké Británii přispěla výhrami nad Heather Watsonovou a Kontaovou k vítězství 3:2 na zápasy.

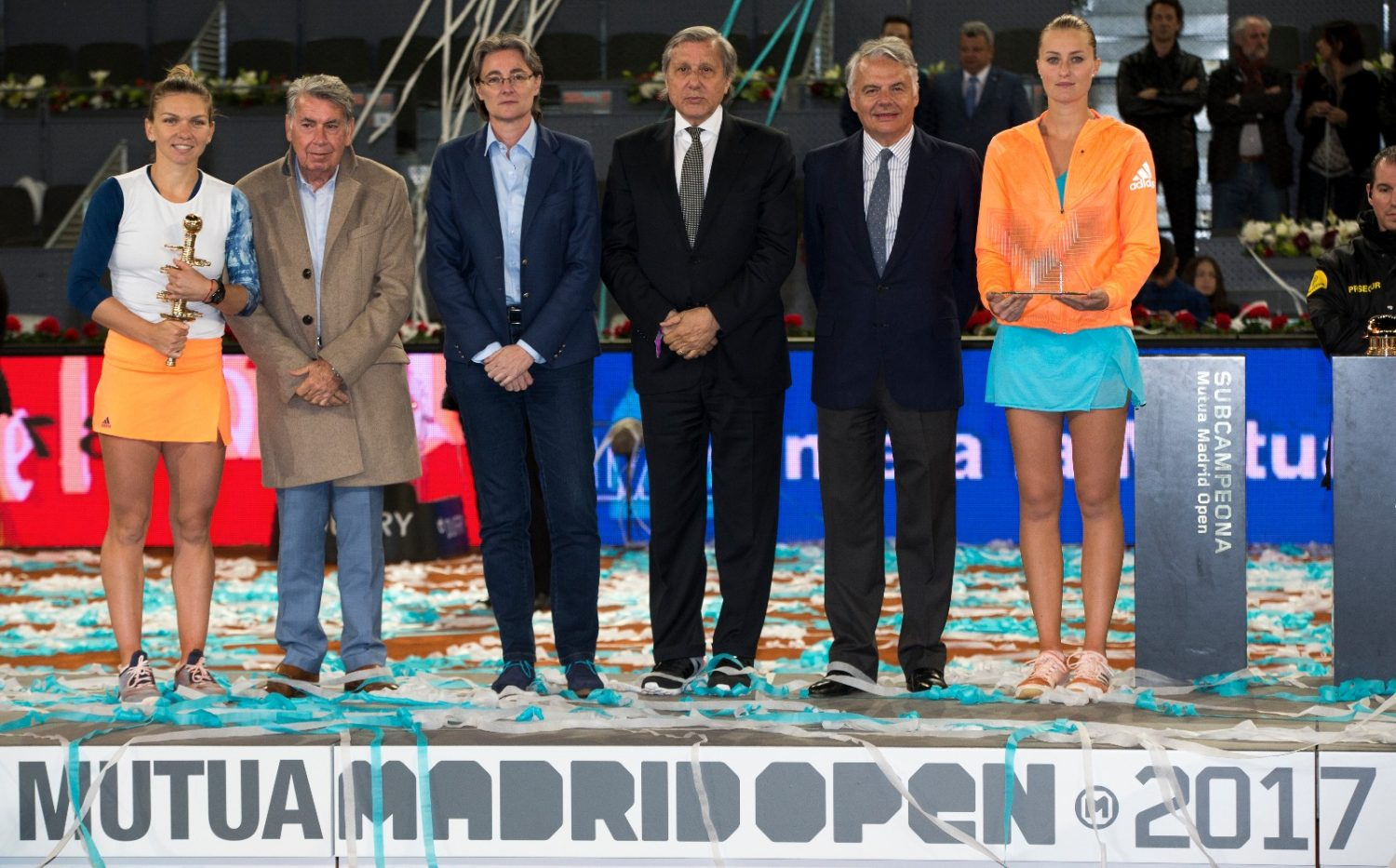
Halepová (první zleva) si z Mutua Madrid Open odvezla druhý titul v řadě

Antukovou část roku odstartovala semifinálem na stuttgartském Porsche Tennis Grand Prix, kde vyřadila Barboru Strýcovou a Anastasiji Sevastovovou. Mezi poslední čtveřicí hráček však nenašla recept na pozdější německou vítězku turnaje Lauru Siegemundovou. V roli obhájkyně trofeje zavítala na Mutua Madrid Open. Na její raketě postupně dohrály Kristýna Plíšková, Roberta Vinciová, Samantha Stosurová, Coco Vandewegheová, Anastasija Sevastovová a ve finále Kristina Mladenovicová. Bodový zisk po obhájeném titulu, třetím v kategorii Premier Mandatory, ji posunul z osmé příčky žebříčku zpět do elitní světové pětky na čtvrtou pozici. Finálový zápas si zahrála i na Internazionali BNL d'Italia, konaném navazující týden v Římě, kde oplatila porážku Sigemundové a vyřadila Pavljučenkovovou, Kontaveitovou a Kiki Bertensovou. Z třísetové bitvy o titul však odešla poražena od Eliny Svitolinové, která ukončila její 9zápasovou neporazitelnost. Halepové přitom patřila úvodní pasáž, v níž šla podávat na zisk prvního dějství za stavu 5–2 na gamy. Při skluzu v dané hře si však podvrtla kotník, který ji limitoval v dalším průběhu.
Jako jedna z favoritek a turnajová trojka rozehrála antukový major French Open. Bez ztráty sady prošla úvodními čtyřmi koly přes Janu Čepelovou, Tatjana Mariovou, Darju Kasatkinovou a Španělku Carlu Suárezovou Navarrovou, jíž v šestém vzájemném duelu porazila poprvé na antuce. Téměř ztracený zápas zachránila proti Svitolinové, přestože Ukrajinka měla výhodu získaného prvního setu a ve druhém vedla 5–1 na gamy. Po neproměněném mečbolu ovládla další průběh Halepová, když ve třetím dějství Ukrajinku vyvedenou z konceptu deklasovala za 23 minut poměrem 6–0 a dopustila se jen jedné nevynucené chyby. Ve svém druhém pařížském semifinále přehrála Karolínu Plíškovou, čímž si zajistila posun na druhé místo žebříčku. Z finále však odešla poražena od 20leté lotyšské 47. hráčky světa Jeļeny Ostapenkové po třísetovém průběhu. V utkání přitom již vedla 6–4 a 3–0 a měla dva brejkboly na 4–0. Možnost však nevyužila a zápas ztratila.

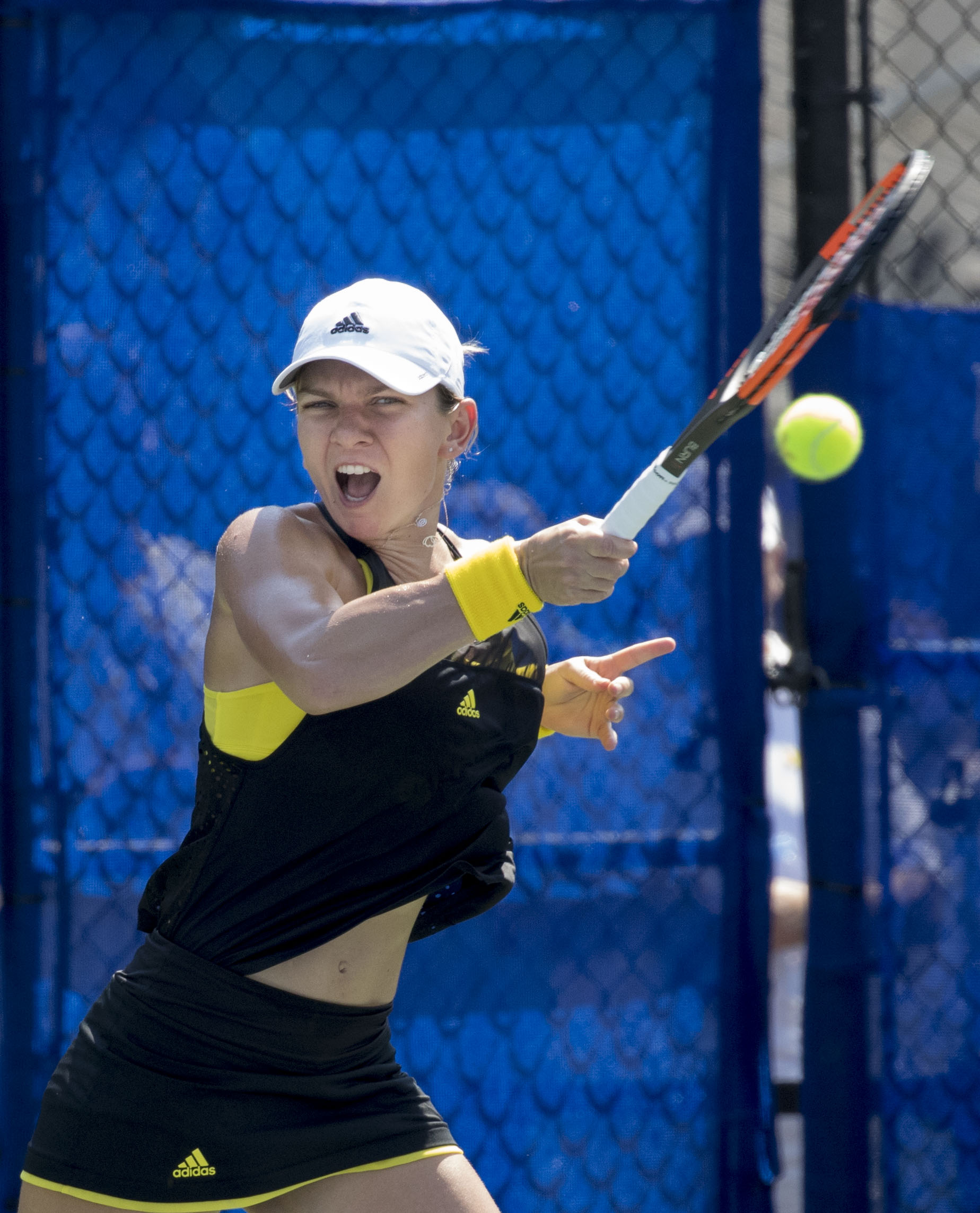
Forhend na washingtonském Citi Open, kde skrečovala čtvrtfinálový zápas

Travnatou část rozehrála čtvrtfinálovou účastí na eastbournském AEGON International a porážkou od Dánky Caroline Wozniacké. Ve Wimbledonu ji stejně jako na Roland Garros dělila jediná výhra od postu světové jedničky. V klíčovém čtvrtfinálovém dramatu proti Kontaové jí k tomu chyběly dva míče, když vyhrála první set a v tiebreaku druhého vedla 5:4 na míče. Zápas však prohrála.
Americkou letní sezónu na betonech otevřela jako nejvýše nasazená na washingtonském Citi Open, z něhož odjela po čtvrtfinálové skreči proti Jekatěrině Makarovové. Do semifinále se probojovala na Rogers Cupu v Torontu, aby opět nestačila na Svitolinovou. Do Cincinnati na Western & Southern Open tak přijížděla se šňůrou deseti čtvrtfinálových účastí na turnajích WTA v řadě. Přes Kontaovou a Sloane Stephensovou postoupila do finále, kde ji potřetí v kariéře chyběl jeden vyhraný zápas k posunu do čela světové klasifikace. V boji o titul ji však 20. srpna deklasovala Garbiñe Muguruzaová, když na ni za necelou hodinu uhrála jedinou hru. Na čele žebříčku zůstala Karolína Plíšková s minimálním náskokem 5 bodů. O osm dní poztději podlehla v úvodním kole US Open bývalé světové jedničce Marii Šarapovové.
Ve druhé fázi Wuhan Open ji po volném losu zdolala Kasatkinová. Až díky časnému vyřazení Muguruzaové na China Open, kde Halepová skončila jako poražená finalistka po prohře s Caroline Garciaovou, se 9. října 2017 stala první Rumunkou na vrcholu světového žebříčku. Na Turnaji mistryň, WTA Finals, dohrála v červené základní skupině. Výhra nad Garciaovou a prohry od Wozniacké i Svitolinové znamenaly poslední čtvrté místo. Sezónu zakončila jako světová jednička.

### 2018: Vítězka Roland-Garros, finalistka Australian Open asvětová jednička
Sezónu rozehrála na Shenzhen Open, z něhož si odvezla titul. Na její raketě postupně zůstaly Nicole Gibbsová, Tuan Jing-jing, Aryna Sabalenková a Irina-Camelia Beguová. Ve finále přesunutém pro vytrvalý déšť do haly zdolala českou turnajovou šestku a obhájkyni trofeje Kateřinu Siniakovou po třísetovém průběhu. Na okruhu WTA Tour si připsala šestnáctý singlový titul a druhý v Šen-čenu. Jako první světová jednička od titulu Sereny Williamsové ve Wimbledonu 2016 dokázala Halepová vyhrát turnaj WTA. Navíc vybojovala i první deblovou trofej, když ve finále šenčenské čtyřhry zdolala s krajankou Irinou-Camelií Beguovou dvojici Češek Siniaková a Krejčíková.

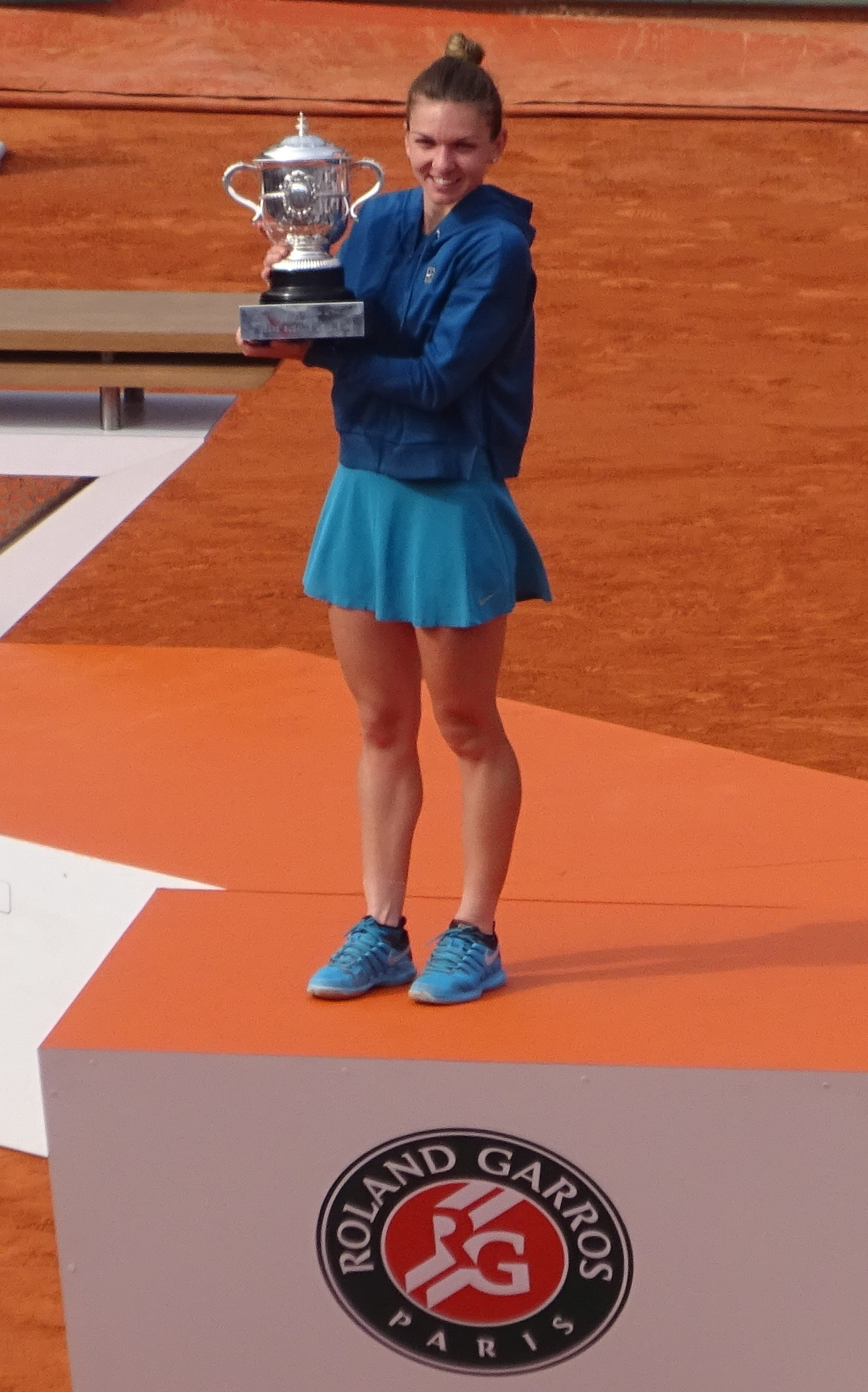
S pohárem Suzanne Lenglenové na French Open pro vítězky ženské dvouhry

Na melbournském Australian Open přehrála na úvod Australanku Destanee Aiavovou a Kanaďanku Eugenii Bouchardovou. Nejdelším ženským zápasem ročníku, a třetím nejdelším v historii Australian Open, se stal její souboj ve třetím kole s drobnou Američankou Lauren Davisovou, když skončil po 3.44 hodinách. Ačkoli šla v rozhodující sadě nejdříve třikrát podávat na vítězství, vždy servis ztratila. Naopak za stavu 10–11 a 0:40 z pohledu podávající Rumunky, nevyužila Davisová tři mečboly v řadě. Američanka pak ztratila servis při poměru 13–13 a Halepová poté využila svůj první mečbol, aby set zakončila 15–13. Utkání vyrovnalo ženský rekord Australian Open v počtu gamů jednoho zápasu ze čtvrtfinále 1996, když jich hráčky odehrály 48. Po výhře nad Naomi Ósakaovou ji ve čtvrtfinále nezastavila ani světová šestka Karolína Plíšková, ačkoli do zápasu vstoupila vedením her 4–0. Ve zbytku setu však získala jen 6 z 30 odehraných míčů. Rumunka navýšila aktivní vzájemnou bilanci na 6–1. V semifinálové bitvě s Angelique Kerberovou se ocitla dvakrát na prahu vyřazení, když v třetí sadě odvracela dva mečboly z poměru 5–6 a 15:40. Přesto závěr zvládla a postoupila po výhře 9–7. S poraněným levým hleznem ve finále nestačila na dánskou světovou dvojku Caroline Wozniackou po třísetovém průběhu. Dánka ji vystřídala na čele žebříčku. Utkání přineslo deset prolomených podání, z toho šest v rozpětí osmi gamů třetí sady.
Do semifinále postoupila na únorovém Qatar Total Open, než odstoupila před duelem s Muguruzaovou pro zranění pravé nohy. Přestože navazující týden nehrála, vrátila se ve druhé polovině února do čela světové klasifikace. Březnový BNP Paribas Open znamenal třísetové bitvy ve třetím kole s Američankou Caroline Dolehideovou a ve čtvrtfinále proti Chorvatce Petře Martićové. Před branami finále však utržila první porážku od Japonky Naomi Ósakaové, na níž uhrála jen tři gamy. Navazující Miami Open naposledy konaný v Key Biscayne přinesl porážku ve třetí fázi od polské šampionky turnaje z roku 2012 Agnieszky Radwańské.
První antukovou událostí roku se pro ni stala baráž Světové skupiny Fed Cupu proti Švýcarkám, v níž přispěla k výhře 3:1 na zápasy dvěma body z dvouher. Ve čtvrtfinále skončila na Porsche Tennis Grand Prix i Mutua Madrid Open, když v prvním případě byla nad její síly Coco Vandewegheová a ve druhém Karolína Plíšková. Rok starý finálový duel na římském Internazionali BNL d'Italia si zopakovala proti Ukrajince Elině Svitolinové a opět z něho odešla poražena. Do boje o titul postoupila přes Caroline Garciaovou a Marii Šarapovovou. V utkání se Svitolinovou si nevytvořila ani jednu brejkovou příležitost a v prvním setu obdržela „kanára“. Ukrajinka se ve vzájemných zápasech ujala vedení 4–3.
Formu potvrdila na French Open, kam zavítala jako nejvýše nasazená světová jednička a potřetí v kariéře se na něm probojovala do finále. Cestou soutěží na její raketě postupně zůstaly Alison Riskeová, Taylor Townsendová, Andrea Petkovicová, turnajová šestnáctka Elise Mertensová, dvanáctá nasazená Angelique Kerberová a světová trojka Garbiñe Muguruzaová, jejíž porážkou si Rumunka zajistila setrvání na čele žebříčku. V bitvě o titul pak čelila úřadující šampionce US Open a americké světové desítce Sloane Stephensové. Obě odehrály první vzájemný třísetový duel, v němž Rumunka navýšila aktivní poměr výher a proher na 6–2. Až ve čtvrtém grandslamovém finále tak vybojovala první kariérní Grand Slam. Po Virginii Ruziciové se stala druhou rumunskou šampionkou pařížského majoru a šestou hráčkou, které se podařilo navázat na juniorský titul, jejž získala v roce 2008.

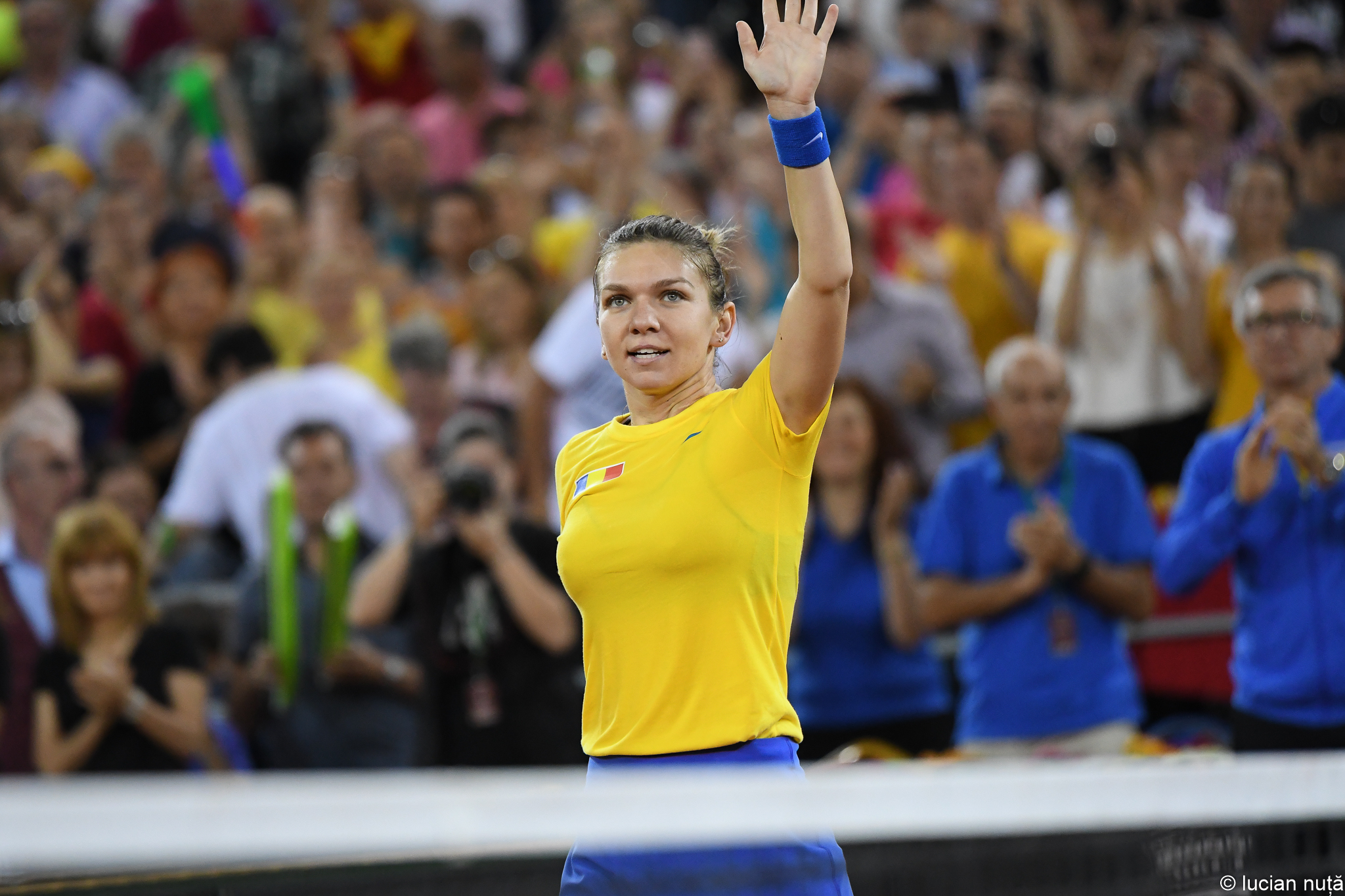
Ve vítězné světové baráži Fed Cupu, v níž Rumunsko porazilo Švýcarsko

Wimbledon pro ni znamenal vyřazení ve třetím kole, když nezvládla koncovku třetí sady proti Tchajwance Sie Šu-wej. Osmnáctou trofej si odvezla z montréalského Rogers Cupu, kde v repríze finále na Roland Garros opět zdolala třetí hráčku žebříčku Sloane Stephensovou po třísetovém průběhu. Na Canada Masters se objevila ve třetím finále z předchozích čtyř ročníků a navázala na výhru z roku 2016. Sérii neporazitelnosti prodloužila na deset utkání. Navazující týden potřetí v kariéře postoupila do finále cincinnatského Western & Southern Open, v němž proti nizozemské hráčce Kiki Bertensové nevyužila mečbol v tiebreaku druhé sady. I potřetí tak odešla z boje o titul poražena. Na US Open se stala první nejvýše nasazenou hráčkou Flushing Meadows v otevřené éře, která vypadla již v úvodním kole. Po 76 minutách nestačila na estonskou 44. hráčku klasifikace Kaiu Kanepiovou. Navzdory vyřazení zůstala i po skončení světovou jedničkou.
Ve svém úvodním zápase na Wuhan Open nestačila na Slovenku Dominiku Cibulkovou. Z moskevského Kremlin Cupu, hraného týden před závěrečným Turnajem mistryň – WTA Finals, odstoupila v důsledku vyhřezlé ploténky. Před účastí na Turnaji mistryň obdržela varování od lékařů a uvedla: „Velice pochybuji, že budu moci hrát v Singapuru, protože je to hodně brzy“. Následně se 18. října 2018 odhlásila i ze závěrečné akce sezóny. V soutěži ji nahradila devátá v žebříčkovém pořadí Bertensová.
Podruhé v řadě sezónu zakončila jako světová jednička žebříčku WTA.

### 2019: Wimbledonská vítězka

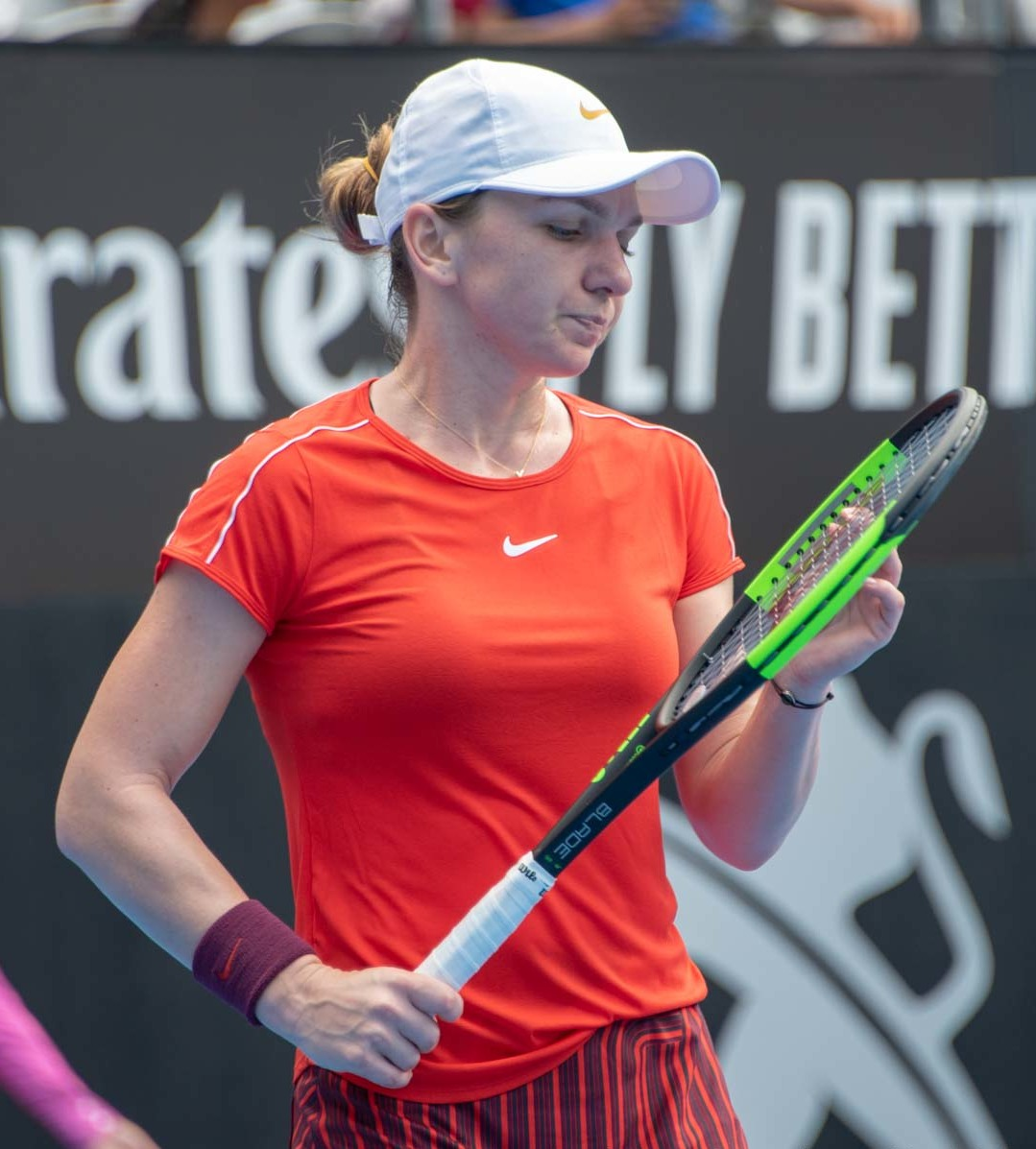
Halepová na Sydney International Tennis 2019, kde prohrála úvodní zápas proti Bartyové

Pozici světové jedničky opustila po prohře v osmifinále Australian Open od Sereny Williamsové. Předtím oplatila v prvním kole newyorskou porážku Kanepiové a ve třetím porazila starší ze sester Williamsových Venus.
Na první finále v dosáhla v Dauhá, kde hrála jako nejvýše nasazená. V boji o titul ji zastavila Belgičanka Elise Mertensová, přestože Halepová vedla již 3–6 a 0–2. Navazující podnik v Dubaji znamenal prohru mezi poslední osmičkou, když nestačila na Belindu Bencicovou z páté světové desítky, která následně turnaj vyhrála. V Indian Wells i Miami měla šanci na návrat do čela žebříčku. V prvním případě byla vyřazena v osmifinále na raketě nanasazené Markéty Vondroušové, na druhém turnaji ji vyřadila v boji o finále Karolína Plíšková. Potřetí měla pozici světové jedničky na dosah v Madridu, kde pro posun na pozici světové jedničky musela triumfovat. Po čtvrtfinálové výhře nad světovou devítkou Ashleigh Bartyovou o oplacení porážky Bencicové postoupila jako první žena do čtvrtého madridského finále. Výhrou mohla zároveň dorovnat rekordní tři triumfy Kvitové. V boji o titul nestačila překvapivě na Nizozemku Kiki Bertensovou ve dvou setech. Římský turnaj, po němž taktéž v přpadě triumfu mohla vést světovou klasifikaci, pro ni skončil již ve druhém kole, když opět nestačila na Vondroušovou. Na French Open hrála poprvé v roli grandslamové obhájkyně titulu a třetí nasazené. Mezi poslední osmičkou ji nečekaně porazila teprve 17letá Amanda Anisimovová reprezentující Spojené státy.
Ve Wimbledonu hrála jako sedmá nasazená. Ve čtvrtém kole zastavila tažení patnáctiletá Američanky Coco Gauffové, figurující na 313. místě žebříčku. Do čtvrtfinále postoupila jako nejvýše postavenou tenistkou zbývající v pavouku. Proti Čang Šuaj otočila nepříznivě se vyvíjející průběh prvního setu a ve druhém jí dovolila jedinou hru. V semifinále pak porazila Svitolinovou a postoupila jako první rumunský tenista do finále wimbledonské dvouhry. V něm za 56 minut zaskočila Serenu Williamsovou, které povolila v každé sadě jen dva gamy. Američanku porazila teprve podruhé v jedenácti vzájemných duelů. Utkání ovládla díky bezchybné hře, když se dopustila jen dvou nevynucených chyb z bekhendu a jedné z forhendu, nejméně v historii ženských wimbledonských finále. Bodový zisk ji posunul o tři místa výše na 4. příčku žebříčku.

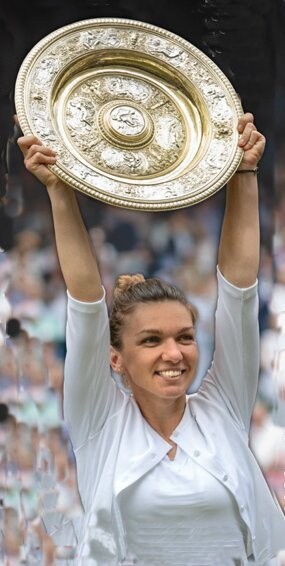
Halepová s mísou Venus Rosewater po wimbledonské výhře

Na dvorce se následně vrátila srpnovým Rogers Cupem hraným v Torontu, kde obhajovala titul. Ve čtvrtfinále v souboji s českou kvalifikantkou 
Marií Bouzkovou musel po ztrátě úvodní utkání skrečovat pro bolest Achillovy šlachy. Už ve třetím kole dohrála na Western & Southern Open na raketě Madison Keysové. Na grandslamovém US Open dokázala po dvou porážka v prvních kole zvládnout vstup do turnaje, vyřazena byla ale již ve druhé fázi, když nestačila na 116. hráčku světa praktikující agresivní herní styl a hru servis-volej Taylor Townsendovou. Utkání, ve kterém měla Halepová mečbol, skončilo až rozhodující zkráceného hrou třetího setu.
S neutrální bilancí odjela z čínských turnajů ve Wu-chanu a Pekingu. Na Wuhan Open skrečovala utkání třetího Kazašce Rybakinové, z China Open ji vyřadila ve druhém kole Jekatěrina Alexandrovová. Přesto si 2. října zajistila účast na závěrečném Turnaji mistryň, ten rok poprvé hraném v Šen-čenu. Turnaj otevřela výhrou nad Kanaďankou Biancou Andreescuovou, pro prohrách se Svitolinovou a v přímém souboji o postup i s Plíškovou obsadila třetí, nepostupové místo. Ročník zakončila na 4. místě hodnocení.

### 2020: Tři tituly a pandemie covidu-19
Sezónu otevřela čtvrtfinálovou porážkou na premiérovém ročníku Adelaide International od Sabalenkové. Na Australian Open hrála jako čtvrtá nasazená. Bez ztraceného setu postoupila mezi poslední čtyřku, když v průběhu turnaje na její raketě dohrály Bradyová, Dartová, Putincevová, Mertensová a Kontaveitová, která uhrála jenom dvě hry. Poprvé od červencového Rogers Cupi 2019 tak vyhrála na jednom turnaji více než jeden zápas. V semifinále Halepovou vyřadila po vyrovnaném dvousetovém průběhu Španělka Garbiñe Muguruzaová. Jubilejní dvacátý kariérní titul vybojovala v Dubaji, kde v roli nejvýše nasazené zdolala ve finále Kazašku Jelenu Rybakinovou, když zvládla lépe rozhodující tiebreak třetího setu. Navázala tak na dubajskou trofej z roku 2015. Na prahu vyřazení se přitom ocitla již ve druhém kole, kdy odvrátila Tunisance Ons Džabúrové mečbol.
Tenisová sezóna měla pokračovat severoamerickými turnaji. Pro začínající pandemii onemocnění covid-19 byl však jen několik dní před začátkem zrušen březnový turnaj Indian Wells Masters. Krátce poté byla celá WTA Tour 2020 přerušena, zrušeny nebo odloženy byly všechny antukové a travnaté turnaje, včetně finále Fed Cupu, Wimbledonu nebo letní olympiády.
K obnovení došlo na začátku srpna. Prvním turnajem, do kterého zasáhla, se stalo antukové Prague Open, kde triumfovala po výhře nad Mertensovou. Na americké Western & Southern Open ani US Open neodcestovala, když stejně jako pět další tenistkem z první desítky upřednostnila ochranu zdraví. Zasáhla však do netradiční podzimní antukové šňůry. Na Internazionali BNL d'Italia oplatila v semifinále porážku z Melbourne
Muguruzaové, která jí jako jediná na turnaji odebrala set, a ve finále zdolala obhájkyni titulu Karolínu Plíškovou poté, co česká tenistka skrečovala zápas za stavu 6–0 a 2–1 pro bolest přitahovače levého stehna.
V roli největší favoritky, se šňůrou 14 vítězných utkání a s možností návratu do čela světového žebříčku vstupovala do French Open. Suverénně zvládla úvodní tři koly včetně úspěšné odplaty vůči Anisimovové z předchozího ročníku. V  další repríze osmifinále z předchozího ročníku ji však deklasova padesátáčtvrtá hráčka a pozdější vítězka turnaje Polka Iga Świąteková, na níž uhrála jen tři gamy. Přesto Rumunka zůstala na 2. místě. Na 1. či 2. příčce figurovala v každé sezóně od roku 2014, což znamenalo nejdelší období od jedenáctiletého intervalu Steffi Grafové.

### 2021: Zranění a propad mimo Top 10

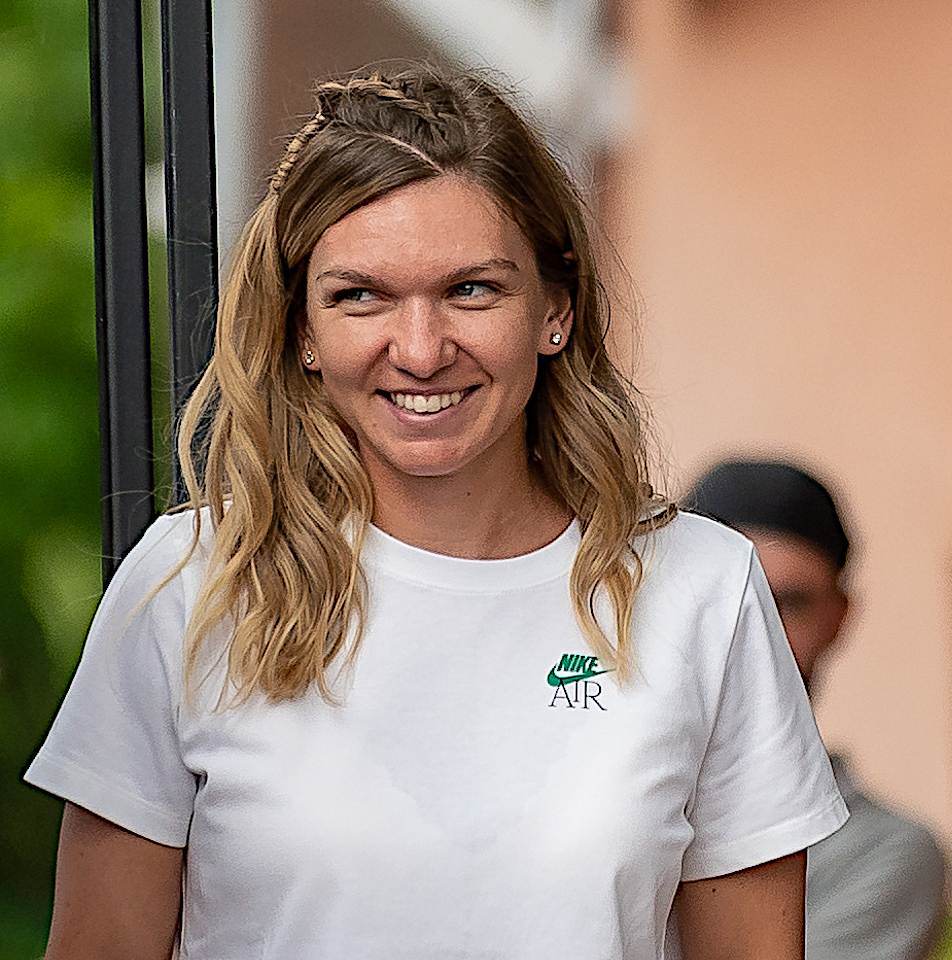
Na klužském Winners Open 2021

Během netradičního úvodu sezóny se zúčastnila jedné přípravné akce v Melbourne Parku, když jako nejvýše nasazená hráčka na Gippsland Trophy skončila po dvou dvousetových výhrách ve čtvrtfinále na raketě Jekatěriny Alexandrovové, se kterou uhrála jenom tři hry. Na Australian Open hrála jako druhá nasazená. Ve druhém kole byla proti domácí na hraně brzkého vyřazení, když proti Ajle Tomljanovićové prohrávala už 2–5 a celkem osmkrát byla dva míčky od vyřazení, aby nakonec vyhrála 7–5. Následně oplatila týden starou prohru Alexandrovové a v osmifinále zvládla odvetu za říjnové French Open proti Świątekové. Ve čtvrtfinále ji vyřadila turnajová desítka Serena Williamsová ve dvou setech. Kvůli problémům se zády vynechala turnaje na Arabském poloostrově. Vrátila se až v Miami, kde po vyhraném zápase druhého kola z turnaje odstoupila, tentokrát kvůli zranění ramene.
První semifinálovou účast zaznamenala ve stuttgartské hale, kde ji vyřadila Aryna Sabalenková. V osmifinále Madrid Open neudržela vedení proti Belgičance Elise Mertensové. Jako obhájkyně vítězství skrečovala svůj úvodní zápas na Rome Masters proti Kerberové, když si během druhého setu poranila lýtko, když později vyšlo najevo, že se jedná o natržený sval. Zranění jí nedovolilo start na French Open, Wimbledonu, kde měla obhajovat vítězství, i tokijské olympiády. Herní výpadek a bodová ztráta znamenaly, že v 9. srpna 2021 opustila poprvé od ledna 2014 první desítku žebříčku WTA. Skončila tak její 373 týdnů dlouhá šňůra, která představovala sedmé nejdelší období, ve kterém hráčka neopustila skupinu nejlepších deseti tenistek.
Na okruh se vrátila po třech měsících v Montrealu, kde ji v prvním kole vyřadila Danielle Collinsová.
Na Transylvania Open v Kluži postoupila jako nejvýše nasazená do jediného finále v seźoně, když cestou do něj ztratila jenom dvanáct gamů. Ve finále ji přehrála turnajová dvojka Estonka Anett Kontaveitová, jež ovládla třetí halový podnik v řadě. Odstoupení před semifinálovým utkáním v Linci znamenalo, že sezónu ukončila poprvé od roku 2012 bez turnajového triumfu.

### 2022: Návrat do první desítky a dopingová kauza

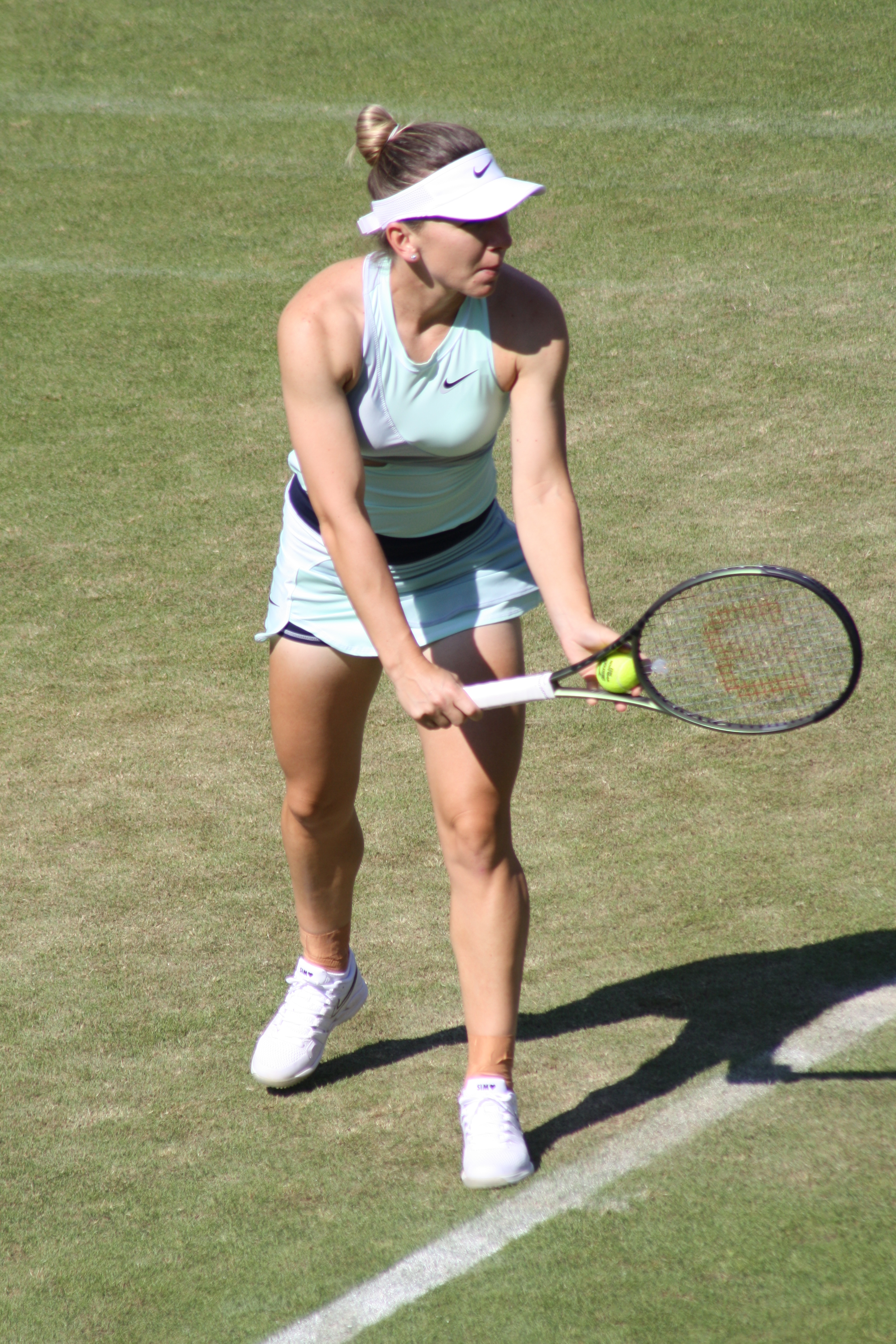
Na Bad Homburg Open 2022 i na navazujícím Wimbledonu 2022 postoupila do semifinále. Jednalo se o její dva poslední turnaje na trávě.

Sezónu otevřela vítězstvím na Melbourne Summer Set I, když ve finále zdolala Veroniku Kuděrmetovovou. Poprvé triumfovala na australském kontinentu, když vylepšila svůj nejlepší dosavadní výsledek, kterým byla finálová účast na Australian Open 2018. Na Australian Open bez ztráty setu postoupila do 4. kola, v němž ji přehrála Francouzka Alizé Cornetová. Na turnaji v Dubaji porazila po 17 měsících hráčku z první desítky hodnocení, když na její raketě dohrála světová desítka Ons Džabúrová. Na turnaji měla na dosah postup do finálového souboje, když v semifinále proti Ostapenková vyhrála první set, druhý ale ztratila ve zkrácené hře, aby ve třetím dějství neuhrála ani game. Potřetí v sezóně do semifinále postoupila na BNP Paribas Open v Indian Wells, z něhož odešla poražena od polské světové čtyřky Igy Świątekové.
V Madridu porazila španělskou světovou dvojku Paula Badosovou a postoupila pošesté v kariéře na tomto turnaji mezi poslední osmičku, kde ji zastavila pozdější šampionka Džabúrová, zatímco navazující Rome Masters znamenalo vyřazení ve druhém kole od sedmé nasazené Collinsové. Pařížské French Open pro ni skončilo již ve druhém kole, když ji vyřadila 19letá Čeng Čchin-wen. V průběhu třetího setu se nechala ošetřovat. Později uvedla, že se jednalo o panickou ataku.
Dvě semifinále účasti zaznemenala na travných přípravných turnajích z kategorie WTA 250. V Birminghamu byla nad její síly Brazilka Beatriz Haddad Maiová, z Bad Homburgu odstoupila před utkáním s Andreescuovou. Do Wimbledonu zasáhla poprvé od svého tamního triumfuv roce 2019. Ve čtvrtém kole povolila jenom tři španělské světové čtyřce Paule Badosové a od French Open 2018 na majoru porazila hráčku z první pětky. V semifinále ji vyřadila za 75 minut Jelena Rybakinová, čímž skončila 12zápasovou neporazitelnost Halepové v All England Clubu, čítající 21 vyhraných setů v řadě. Vzhledem k neudělování bodů do světových žebříčků po vyloučení Rusů a Bělorusů z turnaje se v novém hodnocení nevrátila do první světové desítky.
Příslušnicí  Top 10 se opět stala po třetím triumfu na srpnovém Rogers Cupu. Tiorontským titulem navázala na motréalské trofeje z let 2016 a 2018. Ve finále přehrála po více než dvou hodinách Brazilku Beatriz Haddad Maiovou. Jednalo se o její devátý v kategorii WTA 1000, počítáno včetně její předchůdkyně WTA Premier 5 & Mandatory. Na US Open tak přijížděla jako jedna z favoritek, newyorské bilanci navzdory. Poražena byla však již v prvním kole od 20leté ukrajinské kvalifikantky debutující v hlavní části majoru Dariji Snigurové. Následně podstoupila kvůli potížím s dýcháním plastickou operaci nosu, po níž ukončila sezónu kvůli nutné rekonvalescenci.

#### 2022–2023: Pozitivní test na doping
Mezinárodní agentura pro bezúhonnost tenisu 21. října 2022 oznámila, že během US Open měla pozitivní test na zakázaný inhibitor hypoxií indukovatelného faktoru prolylhydroxylázy – roxadustat, používaný k léčbě chudokrevnosti u pacientů s chronickým onemocněním ledvin, a dočasně ji suspendovala. Halepová tvrdila, že malé množství této látky se jí dostalo do těla ze schváleného doplňku stravy, jenž byl kontaminován. V květnu 2023 pak byly zjištěny nesrovnalosti v jejím biologickém pasu, svědčící o použití zakázané látky či metody v průběhu roku 2022. Nezávislý tribunál v září 2023 potvrdil obě pochybení a uložil jí trest zákazu činnosti na dobu čtyř let od jejího suspendování. Tribunál akceptoval její námitku s možnou kontaminací doplňku stravy, zároveň však uvedl, že případné takto požité množství látky by nemohlo způsobit tak vysokou koncentraci roxadustatu, která byla v jejím vzorku nalezena. Ve věci nesrovnalostí v biologickém pasu pak došel k závěru, že byly pravděpodobně způsobeny dopingem. Její trest měl, před následným snížením, vypršet 6. října 2026.

### 2024–2025: Zpětné snížení trestu u CAS, návrat na okruh a konec kariéry

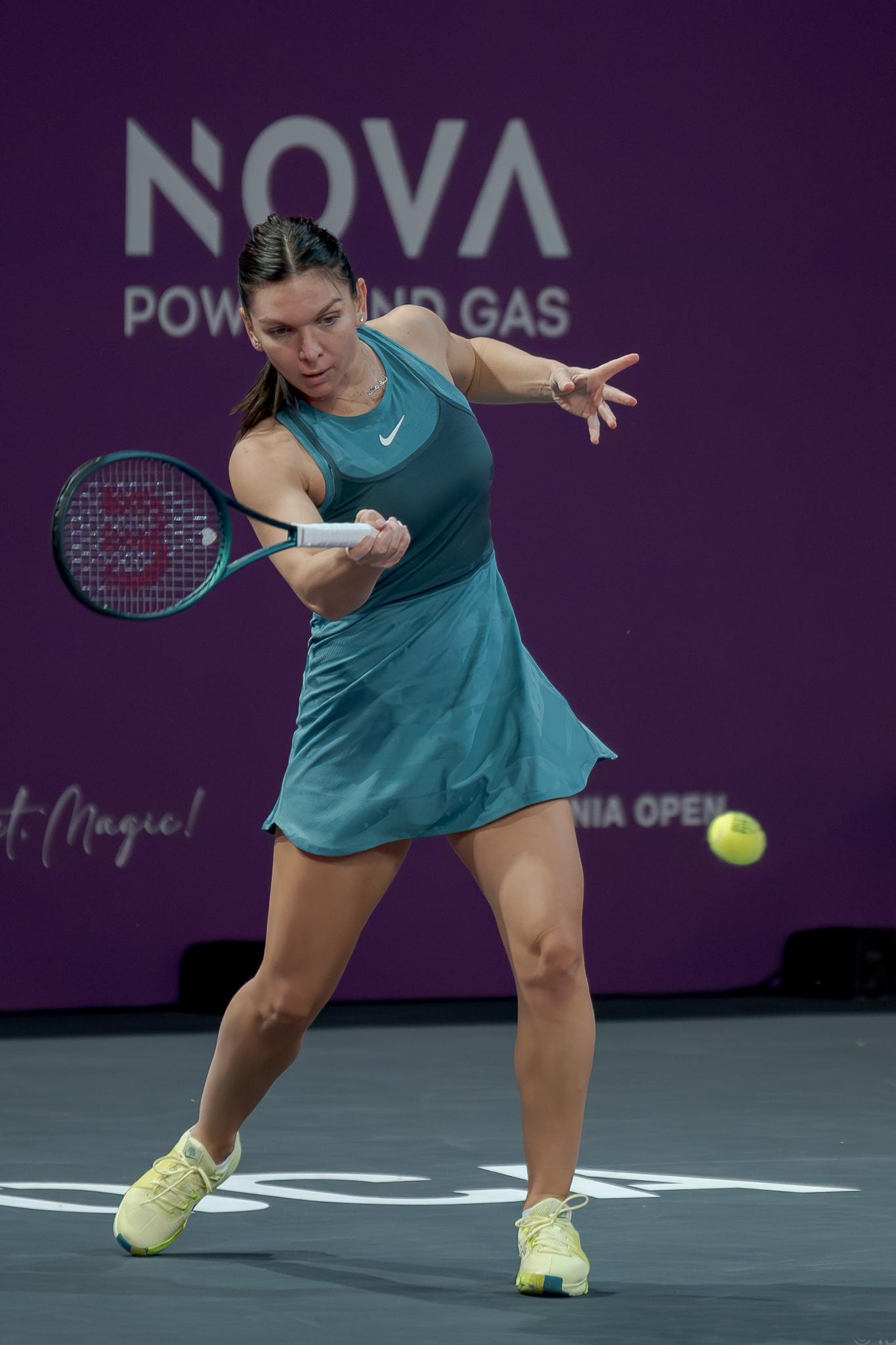
Poslední turnaj kariéry odehrála na Transylvania Open 2025

V únoru 2024 se odvolala k nejvyššímu sportovnímu tribunálu, Mezinárodní sportovní arbitráži (CAS) v Lausanne, který po třídenním zasedání 5. března 2024 jednomyslně rozhodl v její prospěch. Trest za doping platný od 7. října 2022, snížil ze čtyř let na devět měsíců. Předmětná doba tak uplynula již 6. července 2023 a tenistka se mohla s okamžitou platností vrátit na okruh. Od pořadatelů březnového Miami Open vzápětí obdržela divokou kartu. CAS akceptoval vysvětlení Rumunky, že zakázaný roxadustat požila v kontaminovaném doplňku stravy kanadské firmy Quantum Nutrition, jíž zažalovala o více než deset milionů dolarů. To podle odvolacího tribunálu mohlo způsobit i nesrovnalosti v jejím biologickém pasu. Jednotce bezúhonosti ITIA tribunál uložil zaplatit odškodné Halepové 20 tisíc švýcarských franků za právní poplatky, a návrh na šestiletý trest od ITIA zamítl. Do Miami přicestovala s druhou nejvyšší zápasovou úspěšností (75,8 %) v kategorii WTA 1000 ve třetím desetiletí 21. století. Pouze Świąteková měla v této statistice vyšší úspěšnost (81,9 %). Na úvod však podlehla Španělce Paule Badosové.
Po dopingovém trestu odehrála celkem šest singlových utkání, z nichž vyhrála jediné. Mimo dvou událostí v nižší sérii WTA 125 2024 – květnovém Trophée Clarins a říjnovém Hong Kong Open – se na okruhu WTA Tour po miamském turnaji představila až na podzimním Hong Kong Open 2024, kde ji časnou porážku uštědřila Jüan Jüe z páté desítky. Profesionální dráhu završila na únorovém Transylvania Open 2025 v Kluži. V úvodu získala jen dva gamy na Luciu Bronzettiovou. Přímo na dvorci pak nečekaně oznámila konec kariéry. K datu ukončení představovala třetí nejvýdělečnější tenistku historie za Serenou a Venus Williamsovými, s výdělkem přes 40,2 milionů dolarů.

## Trenérské vedení
V dětství ji v městském oddílu rodné Constanțy trénoval Ioan Stan. V rané fázi kariéry se jejími trenéry postupně stali Adrian Marcu, Andrei Mlendea a Firicel Tomai.
Od ledna 2014 převzal tenisovou přípravu Wim Fissette, bývalý kouč Clijstersové a Lisické. Mezi lety 2015–2018 a opět od WTA Finals 2019 do září 2021 ji vedl Australan Darren Cahill, k němuž se pro sezóny 2017–2018 připojil Rumun Andrei Pavel a od prosince 2019 do května 2021 jeho krajan Artemon Apostu-Efremov. V únoru 2019 ji krátce koučoval Thierry Van Cleemput a poté do listopadu téhož roku Daniel Dobre, pod jehož vedením vyhrála Wimbledon 2019. Po nevýrazných výsledcích v úvodní části sezóny 2022 ji od května 2022 začal koučovat Patrick Mouratoglou, bývalý trenér Sereny Williamsové. Na podzim téhož roku byla suspendována na základě pozitivního dopingové testu a to na dobu čtyř let. Mouratoglou následně uvedl, že cítí spoluzodpovědnost za prohřešek Rumunky, když jeho tým převzal odpovědnost za to, že Halepové poskytl kolagen, který byl kontaminován zakázanou látkou. Konec spolupráce Halepová potvrdila během podzimu 2023.
Manažerskou činnost zajišťovala bývalá rumunská šampionka French Open Virginia Ruziciová. Kondiční stav tenistky měl starosti Teo Cercel.

## Finále na Grand Slamu

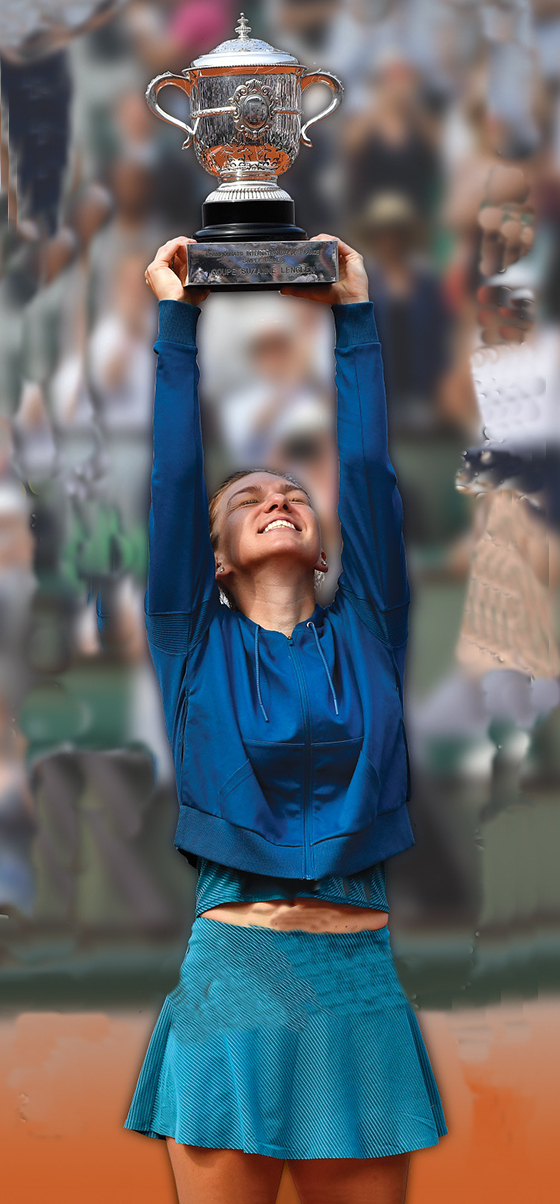
S pohárem Suzanne Lenglenové na French Open 2018

### Ženská dvouhra: 5 (2–3)
| Stav       | rok  | turnaj          | povrch | soupeřka ve finále | výsledek           |
| ---------- | ---- | --------------- | ------ | ------------------ | ------------------ |
| Finalistka | 2014 | French Open     | antuka | Maria Šarapovová   | 4–6, 7–6(7–5), 4–6 |
| Finalistka | 2017 | French Open     | antuka | Jeļena Ostapenková | 6–4, 4–6, 3–6      |
| Finalistka | 2018 | Australian Open | tvrdý  | Caroline Wozniacká | 6–7(2–7), 6–3, 4–6 |
| Vítězka    | 2018 | French Open     | antuka | Sloane Stephensová | 3–6, 6–4, 6–1      |
| Vítězka    | 2019 | Wimbledon       | tráva  | Serena Williamsová | 6–2, 6–2           |

## Finále Turnaje mistryň

### Dvouhra: 1 (0–1)
| Stav       | rok  | turnaj   | povrch    | soupeřka ve finále | výsledek |
| ---------- | ---- | -------- | --------- | ------------------ | -------- |
| Finalistka | 2014 | Singapur | tvrdý (h) | Serena Williamsová | 3–6, 0–6 |

## Finále na okruhu WTA Tour
| Legenda                                                 |
| ------------------------------------------------------- |
| D – dvouhra; Č – čtyřhra                                |
| Grand Slam (2–3 D)                                      |
| Turnaj mistryň (0–1 D)                                  |
| WTA Tournament of Champions (1–0 D)                     |
| Premier Mandatory & Premier 5 / WTA 1000 (9–9 D; 0–1 Č) |
| Premier / WTA 500 (3–2 D)                               |
| International / WTA 250 (9–3 D; 1–0 Č)                  |

### Dvouhra: 42 (24–18)
| Stav       | č.  | datum             | turnaj                                | kategorie           | povrch    | soupeřka ve finále     | výsledek                     |
| ---------- | --- | ----------------- | ------------------------------------- | ------------------- | --------- | ---------------------- | ---------------------------- |
| Finalistka | 1.  | 1. května 2010    | Fes, Maroko                           | International       | antuka    | Iveta Benešová         | 4–6, 2–6                     |
| Finalistka | 2.  | 24. dubna 2011    | Fes, Maroko                           | International       | antuka    | Alberta Briantiová     | 4–6, 3–6                     |
| Finalistka | 3.  | 26. května 2012   | Brusel, Belgie                        | Premier             | antuka    | Agnieszka Radwańská    | 5–7, 0–6                     |
| Vítězka    | 1.  | 15. června 2013   | Norimberk, Německo                    | International       | antuka    | Andrea Petkovicová     | 6–3, 6–3                     |
| Vítězka    | 2.  | 22. června 2013   | Hertogenbosch, Nizozemsko             | International       | tráva     | Kirsten Flipkensová    | 6–4, 6–2                     |
| Vítězka    | 3.  | 14. července 2013 | Budapešť, Maďarsko                    | International       | antuka    | Yvonne Meusburgerová   | 6–3, 6–7(7–9), 6–1           |
| Vítězka    | 4.  | 24. srpna 2013    | New Haven, Spojené státy              | Premier             | tvrdý     | Petra Kvitová          | 6–2, 6–2                     |
| Vítězka    | 5.  | 20. října 2013    | Moskva, Rusko                         | Premier             | tvrdý (h) | Samantha Stosurová     | 7–6(7–1), 6–2                |
| Vítězka    | 6.  | 3. listopadu 2013 | Sofie, Bulharsko                      | Tourn. of Champions | tvrdý (h) | Samantha Stosurová     | 2–6, 6–2, 6–2                |
| Vítězka    | 7.  | 16. února 2014    | Dauhá, Katar                          | Premier 5           | tvrdý     | Angelique Kerberová    | 6–2, 6–3                     |
| Finalistka | 4.  | 11. května 2014   | Madrid, Španělsko                     | Premier Mandatory   | antuka    | Maria Šarapovová       | 6–1, 2–6, 3–6                |
| Finalistka | 5.  | 8. června 2014    | French Open, Paříž, Francie           | Grand Slam          | antuka    | Maria Šarapovová       | 4–6, 7–6(7–5), 4–6           |
| Vítězka    | 8.  | 13. července 2014 | Bukurešť, Rumunsko                    | International       | antuka    | Roberta Vinciová       | 6–1, 6–3                     |
| Finalistka | 6.  | 26. října 2014    | Singapur                              | Turnaj mistryň      | tvrdý (h) | Serena Williamsová     | 3–6, 0–6                     |
| Vítězka    | 9.  | 10. ledna 2015    | Šen-čen, Čína                         | International       | tvrdý     | Timea Bacsinszká       | 6–2, 6–2                     |
| Vítězka    | 10. | 21. února 2015    | Dubaj, Spojené arabské emiráty        | Premier 5           | tvrdý     | Karolína Plíšková      | 6–4, 7–6(7–4)                |
| Vítězka    | 11. | 22. března 2015   | Indian Wells, Spojené státy           | Premier Mandatory   | tvrdý     | Jelena Jankovićová     | 2–6, 7–5, 6–4                |
| Finalistka | 7.  | 16. srpna 2015    | Toronto, Kanada                       | Premier 5           | tvrdý     | Belinda Bencicová      | 6–7(5–7), 7–6(7–4), 0–3skreč |
| Finalistka | 8.  | 23. srpna 2015    | Cincinnati, Spojené státy             | Premier 5           | tvrdý     | Serena Williamsová     | 3–6, 6–7(5–7)                |
| Vítězka    | 12. | 7. května 2016    | Madrid, Španělsko                     | Premier Mandatory   | antuka    | Dominika Cibulková     | 6–2, 6–4                     |
| Vítězka    | 13. | 17. července 2016 | Bukurešť, Rumunsko (2)                | International       | antuka    | Anastasija Sevastovová | 6–0, 6–0                     |
| Vítězka    | 14. | 31. července 2016 | Montréal, Kanada                      | Premier 5           | tvrdý     | Madison Keysová        | 7–6(7–2), 6–3                |
| Vítězka    | 15. | 15. května 2017   | Madrid, Španělsko (2)                 | Premier Mandatory   | antuka    | Kristina Mladenovicová | 7–5, 6–7(5–7), 6–2           |
| Finalistka | 9.  | 21. května 2017   | Řím, Itálie                           | Premier 5           | antuka    | Elina Svitolinová      | 6–4, 5–7, 1–6                |
| Finalistka | 10. | 10. června 2017   | French Open, Paříž, Francie           | Grand Slam          | antuka    | Jeļena Ostapenková     | 6–4, 4–6, 3–6                |
| Finalistka | 11. | 20. srpna 2017    | Cincinnati, Spojené státy             | Premier 5           | tvrdý     | Garbiñe Muguruzaová    | 1–6, 0–6                     |
| Finalistka | 12. | 8. října 2017     | Peking, Čína                          | Premier Mandatory   | tvrdý     | Caroline Garciaová     | 4–6, 6–7(3–7)                |
| Vítězka    | 16. | 6. ledna 2018     | Šen-čen, Čína (2)                     | International       | tvrdý     | Kateřina Siniaková     | 6–1, 2–6, 6–0                |
| Finalistka | 13. | 27. ledna 2018    | Australian Open, Melbourne, Austrálie | Grand Slam          | tvrdý     | Caroline Wozniacká     | 6–7(2–7), 6–3, 4–6           |
| Finalistka | 14. | 20. května 2018   | Řím, Itálie                           | Premier 5           | antuka    | Elina Svitolinová      | 0–6, 4–6                     |
| Vítězka    | 17. | 9. června 2018    | French Open, Paříž, Francie           | Grand Slam          | antuka    | Sloane Stephensová     | 3–6, 6–4, 6–1                |
| Vítězka    | 18. | 12. srpna 2018    | Montréal, Kanada (2)                  | Premier 5           | tvrdý     | Sloane Stephensová     | 7–6, 3–6, 6–4                |
| Finalistka | 15. | 19. srpna 2018    | Cincinnati, Spojené státy             | Premier 5           | tvrdý     | Kiki Bertensová        | 6–2, 6–7(6–8), 2–6           |
| Finalistka | 16. | 16. února 2019    | Dauhá, Katar                          | Premier             | tvrdý     | Elise Mertensová       | 6–3, 4–6, 3–6                |
| Finalistka | 17. | 11. května 2019   | Madrid, Španělsko                     | Premier Mandatory   | antuka    | Kiki Bertensová        | 4–6, 4–6                     |
| Vítězka    | 19. | 13. července 2019 | Wimbledon, Londýn, Spojené království | Grand Slam          | tráva     | Serena Williamsová     | 6–2, 6–2                     |
| Vítězka    | 20. | 22. února 2020    | Dubaj, Spojené arabské emiráty (2)    | Premier             | tvrdý     | Jelena Rybakinová      | 3–6, 6–3, 7–6(7–5)           |
| Vítězka    | 21. | 17. srpna 2020    | Praha, Česko                          | International       | antuka    | Elise Mertensová       | 6–2, 7–5                     |
| Vítězka    | 22. | 21. září 2020     | Řím, Itálie                           | Premier 5           | antuka    | Karolína Plíšková      | 6–0, 2–1 skreč               |
| Finalistka | 18. | 31. října 2021    | Kluž, Rumunsko                        | WTA 250             | tvrdý (h) | Anett Kontaveitová     | 2–6, 3–6                     |
| Vítězka    | 23. | 9. ledna 2022     | Melbourne, Austrálie                  | WTA 250             | tvrdý     | Veronika Kuděrmetovová | 6–3, 6–2                     |
| Vítězka    | 24. | 14. srpna 2022    | Toronto, Kanada (3)                   | WTA 1000            | tvrdý     | Beatriz Haddad Maiová  | 6–3, 2–6, 6–3                |

### Čtyřhra: 2 (1–1)
| Stav       | č. | datum             | turnaj           | kategorie     | povrch | spoluhráčka           | soupeřky ve finále                     | výsledek         |
| ---------- | -- | ----------------- | ---------------- | ------------- | ------ | --------------------- | -------------------------------------- | ---------------- |
| Finalistka | 1. | 31. července 2016 | Montréal, Kanada | Premier 5     | tvrdý  | Monica Niculescuová   | Jekatěrina Makarovová Jelena Vesninová | 3–6, 6–7(5–7)    |
| Vítězka    | 1. | 6. ledna 2018     | Šen-čen, Čína    | International | tvrdý  | Irina-Camelia Beguová | Kateřina Siniaková Barbora Krejčíková  | 1–6, 6–1, [10–8] |

## Finále na okruhu ITF
| Dotace okruhu ITF |
| ----------------- |
| Turnaje 100 000 $ |
| Turnaje 75 000 $  |
| Turnaje 50 000 $  |
| Turnaje 25 000 $  |
| Turnaje 10 000 $  |

### Dvouhra: 8 (6–2)
| Stav       | č. | datum           | turnaj                | kategorie | povrch    | soupeřka ve finále      | výsledek      |
| ---------- | -- | --------------- | --------------------- | --------- | --------- | ----------------------- | ------------- |
| Vítězka    | 1. | 5. května 2007  | Bukurešť, Rumunsko    | 10 000    | antuka    | Andreea Mituová         | 7–6(7–5), 6–0 |
| Vítězka    | 2. | 12. května 2007 | Bukurešť, Rumunsko    | 10 000    | antuka    | Patricia Mayrová        | 6–3, 3–6, 6–2 |
| Vítězka    | 3. | 3. května 2008  | Bukurešť, Rumunsko    | 10 000    | antuka    | Elena Bogdanová         | 6–1, 6–3      |
| Vítězka    | 4. | 17. května 2008 | Bukurešť, Rumunsko    | 10 000    | antuka    | Stéphanie Vongsouthiová | 7–6(7–4), 6–3 |
| Vítězka    | 5. | 28. června 2008 | Kristienhamn, Švédsko | 25 000    | antuka    | Anne Schäferová         | 6–3, 6–2      |
| Finalistka | 1. | 2. května 2009  | Makarska, Chorvatsko  | 50 000    | antuka    | Tatjana Maleková        | 1–6, 6–4, 4–6 |
| Vítězka    | 6. | 5. září 2009    | Maribor, Slovinsko    | 25 000    | antuka    | Katalin Marosiová       | 6–4, 6–2      |
| Finalistka | 2. | 17. října 2010  | Torhout, Belgie       | 100 000   | tvrdý (h) | Yanina Wickmayerová     | 3–6, 2–6      |

### Čtyřhra: 4 (4–0)
| Stav    | č. | datum           | turnaj             | kategorie | povrch | spoluhráčka           | soupeřky ve finále                      | výsledek          |
| ------- | -- | --------------- | ------------------ | --------- | ------ | --------------------- | --------------------------------------- | ----------------- |
| Vítězka | 1. | 5. května 2007  | Bukurešť, Rumunsko | 10 000    | antuka | Ionela-Andreea Iovová | Laura-Ioana Andreiová Ioana Gasparová   | 6–4, 2–6, 6–3     |
| Vítězka | 2. | 12. května 2007 | Bukurešť, Rumunsko | 10 000    | antuka | Irina-Camelia Beguová | Laura-Ioana Andreiová Ioana Gasparová   | 6–4, 6–2          |
| Vítězka | 3. | 3. května 2008  | Bukurešť, Rumunsko | 10 000    | antuka | Ionela-Andreea Iovová | Oxana Chomyková Shona Leeová            | 6–3, 6–1          |
| Vítězka | 4. | 9. května 2009  | Bukurešť, Rumunsko | 10 000    | antuka | Irina-Camelia Beguová | Julia Görgesová Sandra Klementschitsová | 2–6, 6–0, [12–10] |

## Finále na juniorském Grand Slamu

### Dvouhra: 1 (1–0)
| Stav    | č. | rok  | turnaj      | soupeřka ve finále | výsledek           |
| ------- | -- | ---- | ----------- | ------------------ | ------------------ |
| Vítězka | 1. | 2008 | French Open | Elena Bogdanová    | 6–4, 6–7(3–7), 6–2 |

## Chronologie výsledků na okruhu WTA Tour

### Dvouhra
| Turnaj                                                     | 2010    | 2011    | 2012    | 2013    | 2014    | 2015    | 2016    | 2017    | 2018    | 2019    | 2020    | 2021    | 2022    | 2023 | 2024    | 2025 | SR           | V–P          | % výher      |
| ---------------------------------------------------------- | ------- | ------- | ------- | ------- | ------- | ------- | ------- | ------- | ------- | ------- | ------- | ------- | ------- | ---- | ------- | ---- | ------------ | ------------ | ------------ |
| Grand Slam                                                 |         |         |         |         |         |         |         |         |         |         |         |         |         |      |         |      |              |              |              |
| Australian Open                                            | Q1      | 3. kolo | 1. kolo | 1. kolo | ČF      | ČF      | 1. kolo | 1. kolo | F       | 4. kolo | SF      | ČF      | 4. kolo | A    | A       | A    | 0 / 12       | 31–12        | 72 %         |
| French Open                                                | 1. kolo | 2. kolo | 1. kolo | 1. kolo | F       | 2. kolo | 4. kolo | F       | Vítěz   | ČF      | 4. kolo | A       | 2. kolo | A    | A       | —    | 1 / 12       | 32–11        | 74 %         |
| Wimbledon                                                  | Q2      | 2. kolo | 1. kolo | 2. kolo | SF      | 1. kolo | ČF      | ČF      | 3. kolo | Vítěz   | NH      | A       | SF      | A    | A       | —    | 1 / 10       | 29–9         | 76 %         |
| US Open                                                    | 1. kolo | 2. kolo | 2. kolo | 4. kolo | 3. kolo | SF      | ČF      | 1. kolo | 1. kolo | 2. kolo | A       | 4. kolo | 1. kolo | A    | A       | —    | 0 / 12       | 20–12        | 63 %         |
| výhry–prohry                                               | 0–2     | 5–4     | 1–4     | 4–4     | 17–4    | 10–4    | 11–4    | 10–4    | 15–3    | 15–3    | 8–2     | 7–2     | 9–4     | 0–0  | 0–0     | 0–0  | 2 / 46       | 112–44       | 72 %         |
| Závěrečné turnaje roku                                     |         |         |         |         |         |         |         |         |         |         |         |         |         |      |         |      |              |              |              |
| Turnaj mistryň                                             | DNQ     | DNQ     | DNQ     | DNQ     | F       | ZS      | ZS      | ZS      | A       | ZS      | NH      | DNQ     | A       | DNQ  | DNQ     | DNQ  | 0 / 5        | 7–10         | 41 %         |
| WTA Elite Trophy                                           | DNQ     | DNQ     | DNQ     | Vítěz   | A       | A       | A       | A       | A       | A       | NH      | NH      | NH      | DNQ  | NH      | NH   | 1 / 1        | 5–0          | 100 %        |
| Národní reprezentace                                       |         |         |         |         |         |         |         |         |         |         |         |         |         |      |         |      |              |              |              |
| Letní olympijské hry                                       | NH      | NH      | 1. kolo | NH      | NH      | NH      | A       | NH      | NH      | NH      | NH      | A       | NH      | NH   | A       | NH   | 0 / 1        | 0–1          | 0 %          |
| Billie Jean King Cup                                       | 1.EA B  | A       | 1.EA B  | A       | 2.S B   | SB      | ČF      | 2.S B   | S B     | SF      | A       | A       | A       | A    | A       | A    | 0 / 8        | 20–5         | 80 %         |
| Turnaje WTA 1000 (dříve WTA Premier Mandatory a Premier 5) |         |         |         |         |         |         |         |         |         |         |         |         |         |      |         |      |              |              |              |
| Dubai / Qatar Open                                         | A       | A       | 3. kolo | 2. kolo | Vítěz   | Vítěz   | 2. kolo | A       | SF      | ČF      | A       | A       | 1. kolo | A    | A       | A    | 2 / 8        | 18–5         | 78 %         |
| Indian Wells Open                                          | A       | 2. kolo | 3. kolo | 2. kolo | SF      | Vítěz   | ČF      | 3. kolo | SF      | 4. kolo | NH      | 3. kolo | SF      | A    | A       | A    | 1 / 11       | 28–10        | 74 %         |
| Miami Open                                                 | A       | 2. kolo | 3. kolo | 3. kolo | A       | SF      | ČF      | ČF      | 3. kolo | SF      | NH      | 3. kolo | A       | A    | 1. kolo | A    | 0 / 10       | 21–9         | 70 %         |
| Madrid Open                                                | Q1      | 1. kolo | 1. kolo | 1. kolo | F       | 1. kolo | Vítěz   | Vítěz   | ČF      | F       | NH      | 3. kolo | ČF      | A    | A       | A    | 2 / 11       | 30–9         | 77 %         |
| Italian Open                                               | A       | Q1      | 1. kolo | SF      | 3. kolo | SF      | 2. kolo | F       | F       | 2. kolo | Vítěz   | 2. kolo | 2. kolo | A    | A       | A    | 1 / 11       | 21–9         | 70 %         |
| Canadian Open                                              | Q3      | 2. kolo | 2. kolo | A       | A       | F       | Vítěz   | SF      | Vítěz   | ČF      | NH      | 2. kolo | Vítěz   | A    | A       | A    | 3 / 9        | 27–6         | 82 %         |
| Cincinnati Open                                            | Q2      | A       | 1. kolo | ČF      | ČF      | F       | SF      | F       | F       | 3. kolo | A       | 2. kolo | 2. kolo | A    | A       | A    | 0 / 10       | 23–9         | 72 %         |
| Pan Pac. / Wuhan Open                                      | Q2      | A       | 2. kolo | 3. kolo | 2. kolo | 3. kolo | SF      | 2. kolo | 2. kolo | 3. kolo | NH      | NH      | NH      | NH   | A       | A    | 0 / 8        | 8–8          | 50 %         |
| China Open                                                 | A       | A       | 1. kolo | 1. kolo | ČF      | 1. kolo | 3. kolo | F       | 1. kolo | 2. kolo | NH      | NH      | NH      | A    | A       | A    | 0 / 8        | 10–8         | 56 %         |
| Celková statistika všech turnajů WTA Tour                  |         |         |         |         |         |         |         |         |         |         |         |         |         |      |         |      |              |              |              |
|                                                            | 2010    | 2011    | 2012    | 2013    | 2014    | 2015    | 2016    | 2017    | 2018    | 2019    | 2020    | 2021    | 2022    | 2023 | 2024    | 2025 | SR           | celkem V–P   | % výher      |
| Turnaje                                                    | 9       | 22      | 24      | 23      | 19      | 18      | 18      | 18      | 15      | 17      | 6       | 13      | 15      | 0    | 2       | 1    | Celkem: 220  | Celkem: 220  | Celkem: 220  |
| Tituly                                                     | 0       | 0       | 0       | 6       | 2       | 3       | 3       | 1       | 3       | 1       | 3       | 0       | 2       | 0    | 0       | 0    | Celkem: 24   | Celkem: 24   | Celkem: 24   |
| Finálové účasti                                            | 1       | 1       | 1       | 6       | 5       | 5       | 3       | 5       | 6       | 3       | 3       | 1       | 2       | 0    | 0       | 0    | Celkem: 42   | Celkem: 42   | Celkem: 42   |
| tvrdý V–P                                                  | 0–3     | 10–12   | 14–15   | 28–11   | 23–11   | 41–11   | 26–13   | 21–12   | 28–7    | 23–13   | 10–2    | 20–7    | 23–6    | 0–0  | 0–2     | 0–1  | 13 / 139     | 267–126      | 68 %         |
| antuka V–P                                                 | 7–6     | 5–8     | 9–6     | 16–5    | 17–3    | 6–4     | 15–4    | 18–3    | 16–3    | 11–3    | 13–1    | 4–3     | 5–3     | 0–0  | 0–0     | 0–0  | 9 / 61       | 142–52       | 73 %         |
| tráva V–P                                                  | 0–0     | 1–2     | 0–3     | 6–1     | 6–2     | 2–2     | 4–1     | 6–2     | 2–1     | 9–1     | 0–0     | 0–0     | 11–2    | 0–0  | 0–0     | 0–0  | 2/ 20        | 47–17        | 73 %         |
| celkem V–P                                                 | 7–9     | 16–22   | 23–24   | 50–17   | 46–16   | 49–17   | 45–18   | 45–17   | 46–11   | 43–17   | 23–3    | 24–10   | 39–11   | 0–0  | 0–2     | 0–1  | 24 / 220     | 456–195      | 70 %         |
| % výher                                                    | 44 %    | 42 %    | 49 %    | 75 %    | 74 %    | 74 %    | 71 %    | 73 %    | 81 %    | 72 %    | 88 %    | 71 %    | 78 %    | –    | 0 %     | 0 %  | Celkem: 70 % | Celkem: 70 % | Celkem: 70 % |
| Konečný žebříček                                           | 81.     | 53.     | 47.     | 11.     | 3.      | 2.      | 4.      | 1.      | 1.      | 4.      | 2.      | 20.     | 10.     | –    | 882.    | –    | 40 232 663 $ | 40 232 663 $ | 40 232 663 $ |

### Čtyřhra
| Turnaj               | 2011    | 2012    | 2013    | 2014    | 2015    | 2016 | 2017 | 2018 | 2019 | 2020 | 2021    | 2022    | 2023 | SR     | V–P  | % výher |
| -------------------- | ------- | ------- | ------- | ------- | ------- | ---- | ---- | ---- | ---- | ---- | ------- | ------- | ---- | ------ | ---- | ------- |
| Grand Slam           |         |         |         |         |         |      |      |      |      |      |         |         |      |        |      |         |
| Australian Open      | 1. kolo | 1. kolo | 1. kolo | 1. kolo | A       | A    | A    | A    | A    | A    | 1. kolo | 1. kolo | A    | 0 / 6  | 0–6  | 0 %     |
| French Open          | 1. kolo | 2. kolo | 1. kolo | A       | A       | A    | A    | A    | A    | A    | A       | A       | A    | 0 / 3  | 1–2  | 33 %    |
| Wimbledon            | 1. kolo | 1. kolo | 1. kolo | A       | 1. kolo | A    | A    | A    | A    | NH   | A       | A       | A    | 0 / 4  | 0–4  | 0 %     |
| US Open              | 2. kolo | 1. kolo | 1. kolo | A       | A       | A    | A    | A    | A    | A    | A       | A       | A    | 0 / 3  | 1–3  | 25 %    |
| výhry–prohry         | 1–4     | 1–3     | 0–4     | 0–1     | 0–1     | 0–0  | 0–0  | 0–0  | 0–0  | 0–0  | 0–1     | 0–1     | 0–0  | 0 / 16 | 2–15 | 12 %    |
| Národní reprezentace |         |         |         |         |         |      |      |      |      |      |         |         |      |        |      |         |
| Letní olympijské hry | NH      | 1. kolo | NH      | NH      | NH      | A    | NH   | NH   | NH   | NH   | A       | NH      | NH   | 0 / 1  | 0–1  | 0 %     |
| Konečný žebříček     | 197.    | 221.    | 484.    | 497.    | 301.    | 125. | 148. | 165. | 146. | 133. | 292.    | 1250.   | –    |        |      |         |

| Legenda | Legenda                                   | Legenda | Legenda                     |
| ------- | ----------------------------------------- | ------- | --------------------------- |
| SR      | poměr vyhraných turnajů ku všem odehraným | W–L V–P | výhry–prohry                |
| NH      | daný rok se turnaj nekonal                | A       | turnaje se hráč nezúčastnil |
| 1Q / LQ | prohra v (kole) kvalifikace               | 1k / 1R | prohra v daném kole turnaje |
| QF / ČF | prohra ve čtvrtfinále                     | SF      | prohra v semifinále         |
| F       | prohra ve finále                          | Vítěz   | vítězství v turnaji         |